# Citadine polyvalente
 (mars 2015).
Si vous disposez d'ouvrages ou d'articles de référence ou si vous connaissez des sites web de qualité traitant du thème abordé ici, merci de compléter l'article en donnant les références utiles à sa vérifiabilité et en les liant à la section « Notes et références ».

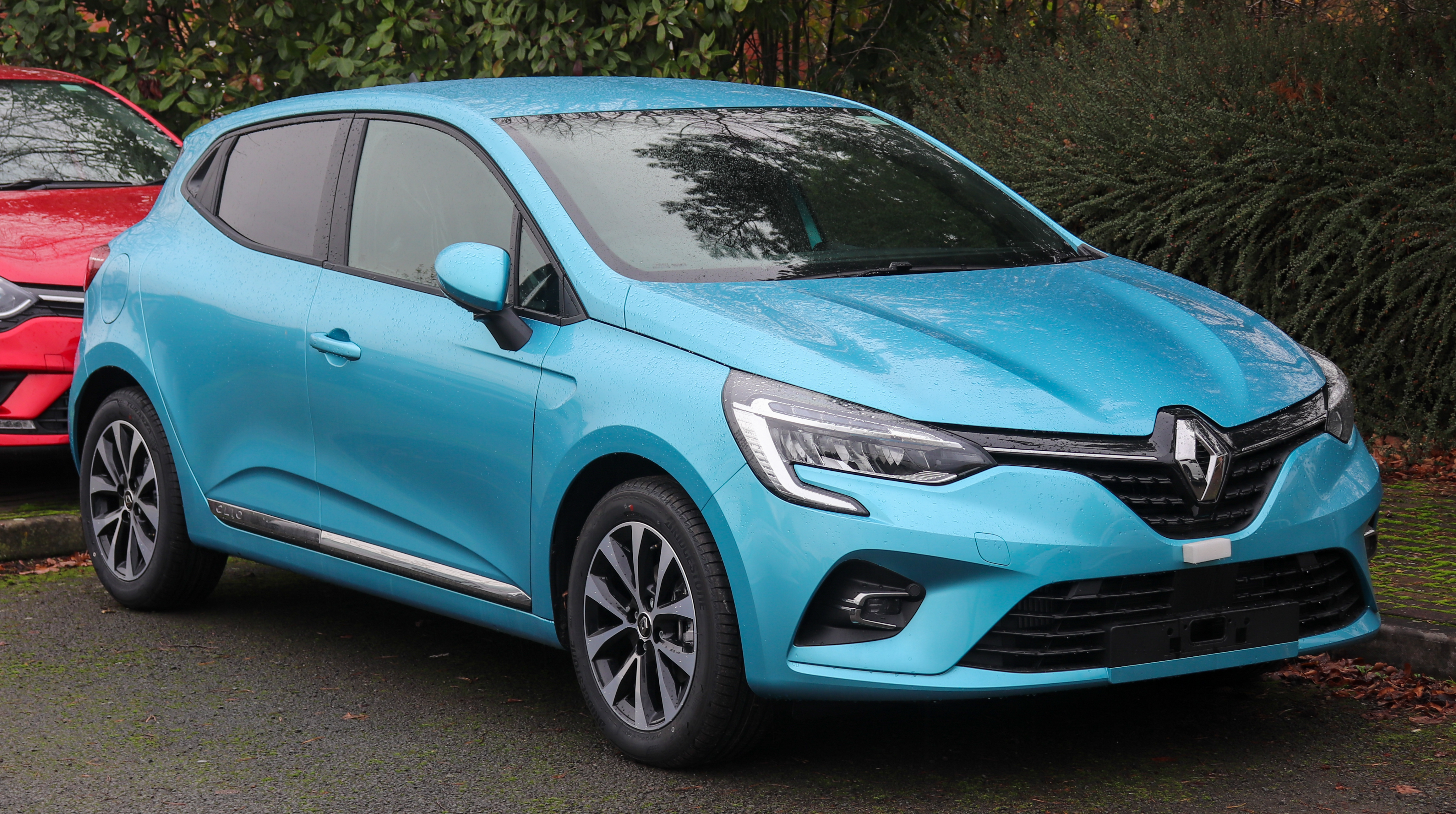
La Renault Clio V, la voiture la plus vendue en France de 2019, est une citadine polyvalente.

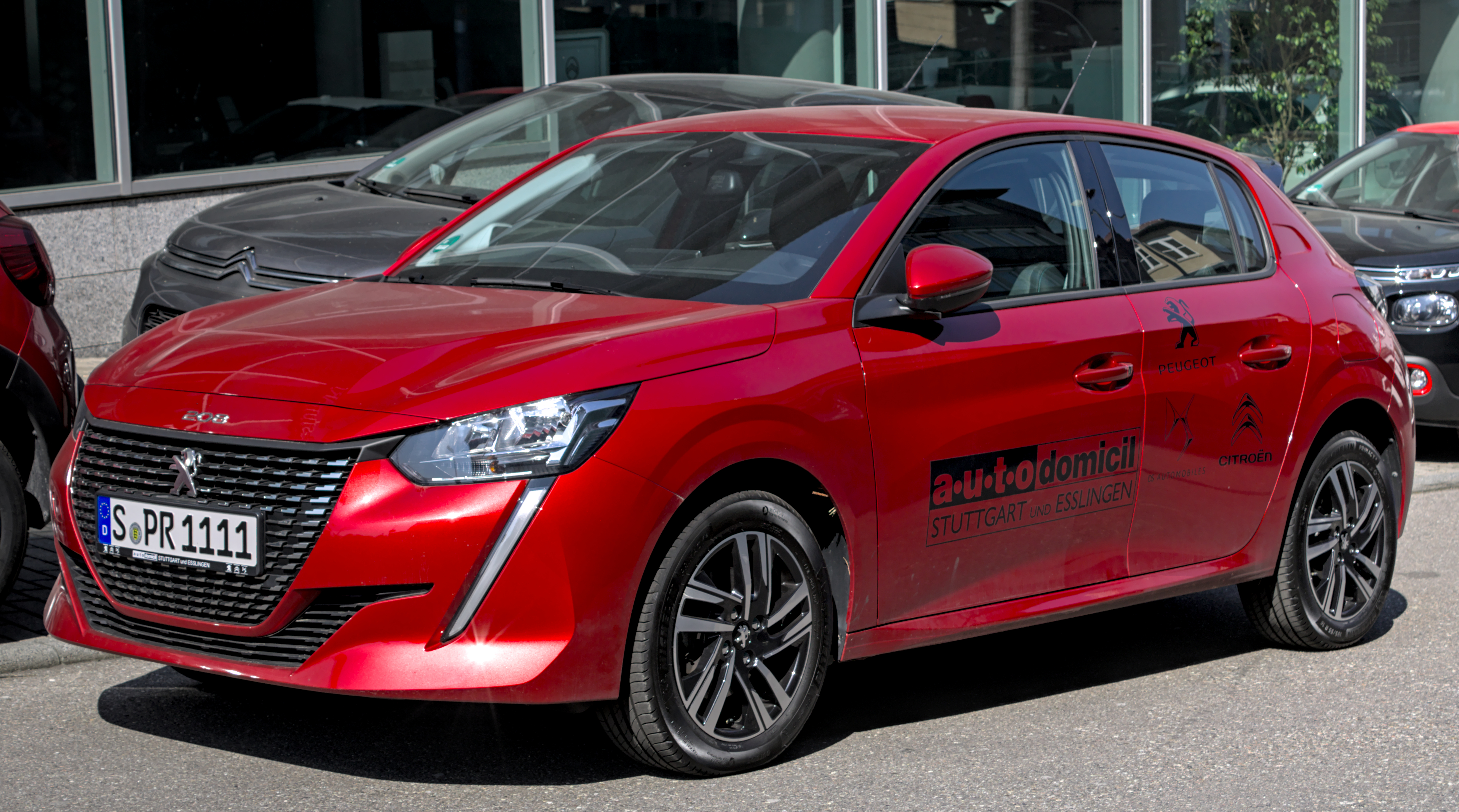
Peugeot 208, voiture de l'année 2020 en Europe

Une citadine polyvalente, est une automobile du segment B, légèrement plus grande et plus puissante qu'une petite citadine mais plus petite qu'une berline compacte.

## Description
Ces voitures offrent généralement un niveau de confort satisfaisant pour les trajets routiers tout en restant bien adaptées à la circulation urbaine. Elles ont toutes 5 places. Cette catégorie est apparue dans les années 1970 avec des modèles d'une longueur de l'ordre de 3,50 m. Aujourd'hui, leur longueur est plutôt de l'ordre de 4 mètres en versions 2 volumes. Le terme de polyvalente est justifié par l'accroissement de la taille moyenne de ce type de véhicule, se rapprochant des compactes. En Amérique du Nord, on parle de sous-compacte (volume intérieur inférieur à 2 830 L). Ces modèles sont les plus populaires dans de nombreux pays d'Europe, France et Italie en tête mais pas en Allemagne où les compactes sont davantage représentées. 
Si les premiers SUV avaient une longueur de l'ordre de 4 mètres, leurs successeurs approchent ou dépassent en 2024 les 4m40 et offrent sept places, comme certains compacts.

## Types de véhicule
Les citadines polyvalentes sont principalement des voitures basses à deux corps et hayon (5 portes). Il existe toutefois des carrosseries alternatives, généralement dérivées des citadines polyvalentes
Particulièrement populaire dans les pays émergents, les voitures tricorps à 4 portes proposent une malle séparée et une habitabilité accrue, proposée à des prix généralement plus attractifs que les berlines compactes du segment supérieur. On peut citer en exemples : 
| Marque | Modèle | Longueur (mètres) | Nombre de cylindres | Base partagée avec la citadine polyvalente : |
| ------ | ------ | ----------------- | ------------------- | -------------------------------------------- |
| Fiat   | Cronos | 4,36              | 4                   | Fiat Argo                                    |
| Honda  | City   | 4,39              | 4                   | Honda City                                   |
| Lada   | Granta | 4,10              | 4                   | Lada Kalina                                  |
| Tata   | Indigo | 4,15              | 4                   | Tata Indica                                  |
| Dacia  | Logan  | 4,40              | 4                   | Dacia Sandero                                |

Sur la plateforme des polyvalentes, les constructeurs proposent des véhicules à hayon hauts, plus familiaux, présentant une position de conduite surélevée. Souvent marketés comme des petits monospaces appelés minispaces dans les années 2000, la tendance est désormais à la présentation SUV ou crossovers, appelés SUV citadins.
| Marque  | Modèle      | Longueur (mètres) | Nombre de cylindres | Base partagée avec la citadine polyvalente : |
| ------- | ----------- | ----------------- | ------------------- | -------------------------------------------- |
| Citroën | C3 Aircross | 4,32              | 4                   | Citroën C3                                   |
| Fiat    | 600         | 4,17              | 4                   | Peugeot 208                                  |
| Peugeot | 2008        | 4,30              | 4                   | Peugeot 208                                  |
| Renault | Captur      | 4,23              | 4                   | Renault Clio                                 |
| Dacia   | Duster      | 4,34              | 4                   | Dacia Sandero                                |
| Dacia   | Jogger      | 4,54              | 4                   | Dacia Sandero                                |

## Quelques modèles de 2010 à 2020
| Illustration | Marque     | Modèle              | Longueur (mètres) | Nombre de cylindres                  |
| ------------ | ---------- | ------------------- | ----------------- | ------------------------------------ |
|              | Alfa Romeo | MiTo                | 4,06              | 4                                    |
|              | Audi       | A1                  | 3,95              | 4                                    |
|              | BMW        | i3                  | 4,00              | Machine synchrone                    |
|              | Chevrolet  | Aveo                | 4,04              | 4                                    |
|              | Citroën    | C3 II               | 3,94              | 3 ou 4                               |
|              | Citroën    | C3 III              | 3,99              | 3 ou 4                               |
|              | Dacia      | Sandero II          | 4,06              | 3 ou 4                               |
|              | DS         | DS 3                | 3,95              | 3 ou 4                               |
|              | Fiat       | Punto               | 4,03              | 2 ou 4                               |
|              | Ford       | Ka+                 | 3,93              | 3 ou 4                               |
|              | Ford       | Fiesta VI           | 3,95              | 3 ou 4                               |
|              | Hyundai    | i20 II              | 4,04              | 3 ou 4                               |
|              | Kia        | Rio III             | 4,05              | 3 ou 4                               |
|              | Lada       | Kalina II           | 3,89              | 4                                    |
|              | Lancia     | Ypsilon II          | 3,84              | 2 ou 4                               |
|              | Mazda      | 2 III               | 4,06              | 4                                    |
|              | Mini       | IV                  | 3,82 à 3,98       | 4                                    |
|              | Mitsubishi | Space Star (Mirage) | 3,80              | 3                                    |
|              | Nissan     | Micra IV            | 3,78              | 3 (essence) ou 4 (diesel)            |
|              | Opel       | Corsa V             | 4,02              | 3 ou 4                               |
|              | Peugeot    | 208                 | 3,97              | 3 ou 4                               |
|              | Renault    | Clio IV             | 4,06              | 3 ou 4                               |
|              | Renault    | ZOE                 | 4,04              | Machine synchrone                    |
|              | Seat       | Ibiza IV            | 4,05              | 3 ou 4                               |
|              | Škoda      | Fabia III           | 3,99              | 3 (essence et diesel) ou 4 (essence) |
|              | Suzuki     | Swift IV            | 3,85              | 4                                    |
|              | Toyota     | Yaris III           | 3,89              | 3 ou 4 ou 4 avec machine synchrone   |
|              | Volkswagen | Polo V              | 3,97              | 3 ou 4                               |

Sur la plateforme des polyvalentes, les constructeurs proposaient dans les années 2000 et 2010 des véhicules bicorps plus hauts offrant un volume intérieur accru, voire une modularité justifiant l’appellation de petit monospace ou minispace ; c'est le cas par exemple des Citroën C3 Picasso, Fiat 500L, Renault Modus, etc. Ils ont progressivement été progressivement remplacés par des véhicules au style SUV.
| Marque  | Modèle     | Longueur (mètres) | Nombre de cylindres |
| ------- | ---------- | ----------------- | ------------------- |
| Citroën | C3 Picasso | 4,07              | 4                   |
| Fiat    | 500L       | 4,14              | 4                   |
| Renault | Modus      | 3,87              | 4                   |

- Certains modèles précurseurs privilégiaient déjà à l'époque un style baroudeur et une garde au sol accrue, ce qui en fait des crossovers citadins et SUV citadins : c'est le cas notamment des Kia Soul, Renault Captur I, Toyota Urban Cruiser, Ford Fusion, Fiat Sedici.

| Marque  | Modèle        | Longueur (mètres) | Nombre de cylindres |
| ------- | ------------- | ----------------- | ------------------- |
| Fiat    | Sedici        | 4,11              | 4                   |
| Kia     | Soul          | 4,10              | 4                   |
| Renault | Captur I      | 4,12              | 3 ou 4              |
| Toyota  | Urban Cruiser | 3,93              | 4                   |

## Quelques modèles anciens

### 1970-1979

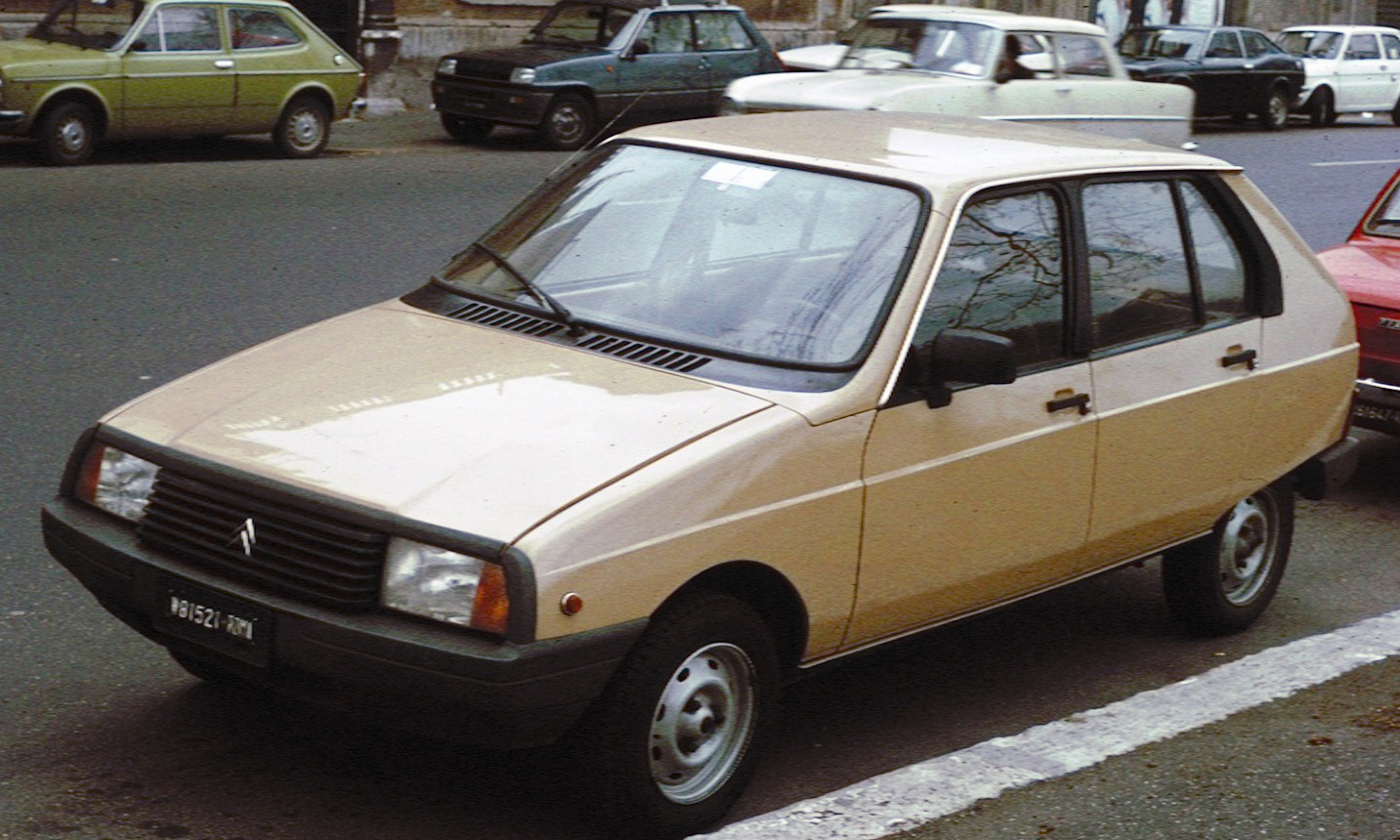
Citroen Visa
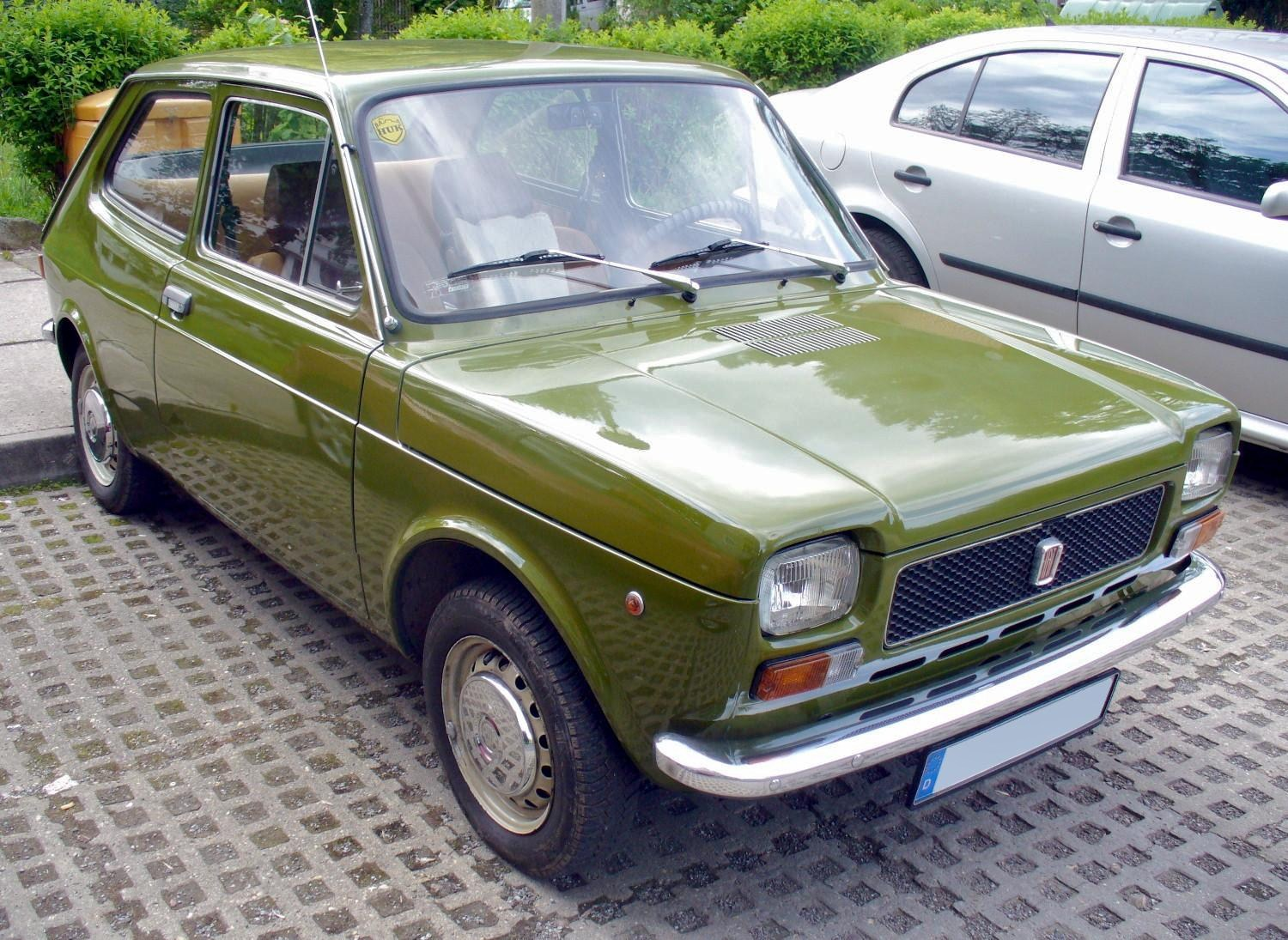
Fiat 127
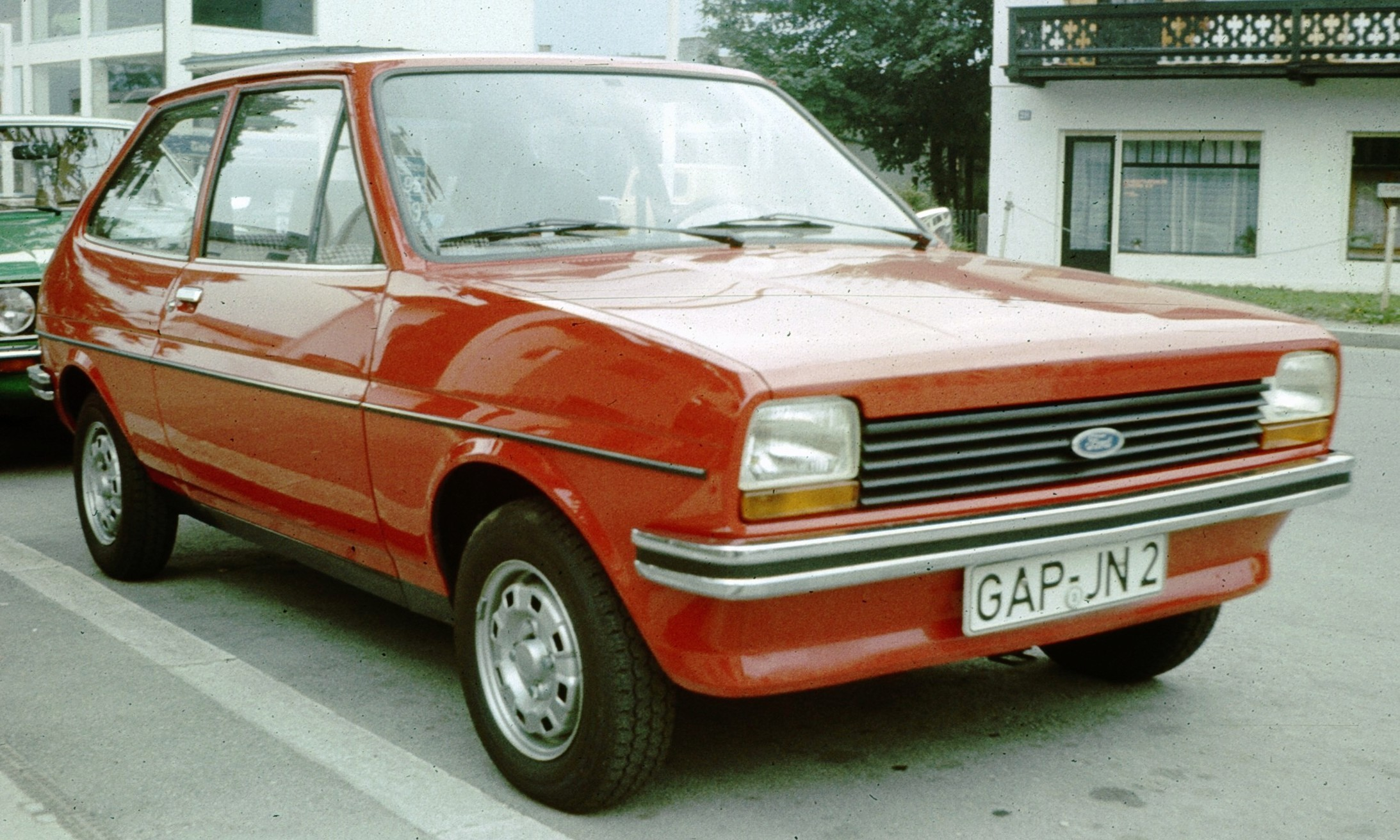
Ford Fiesta
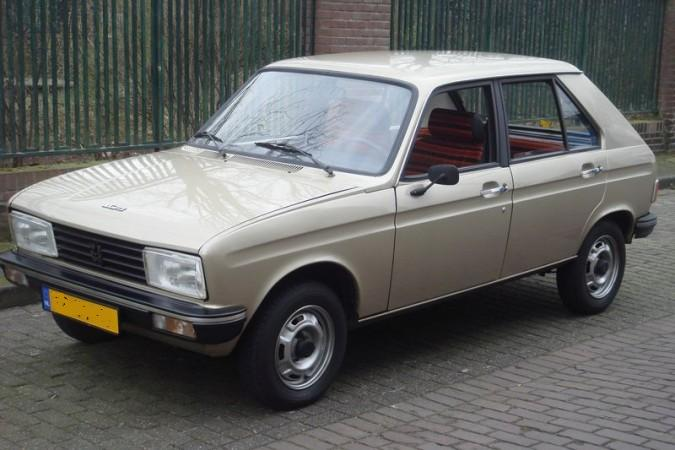
Peugeot 104
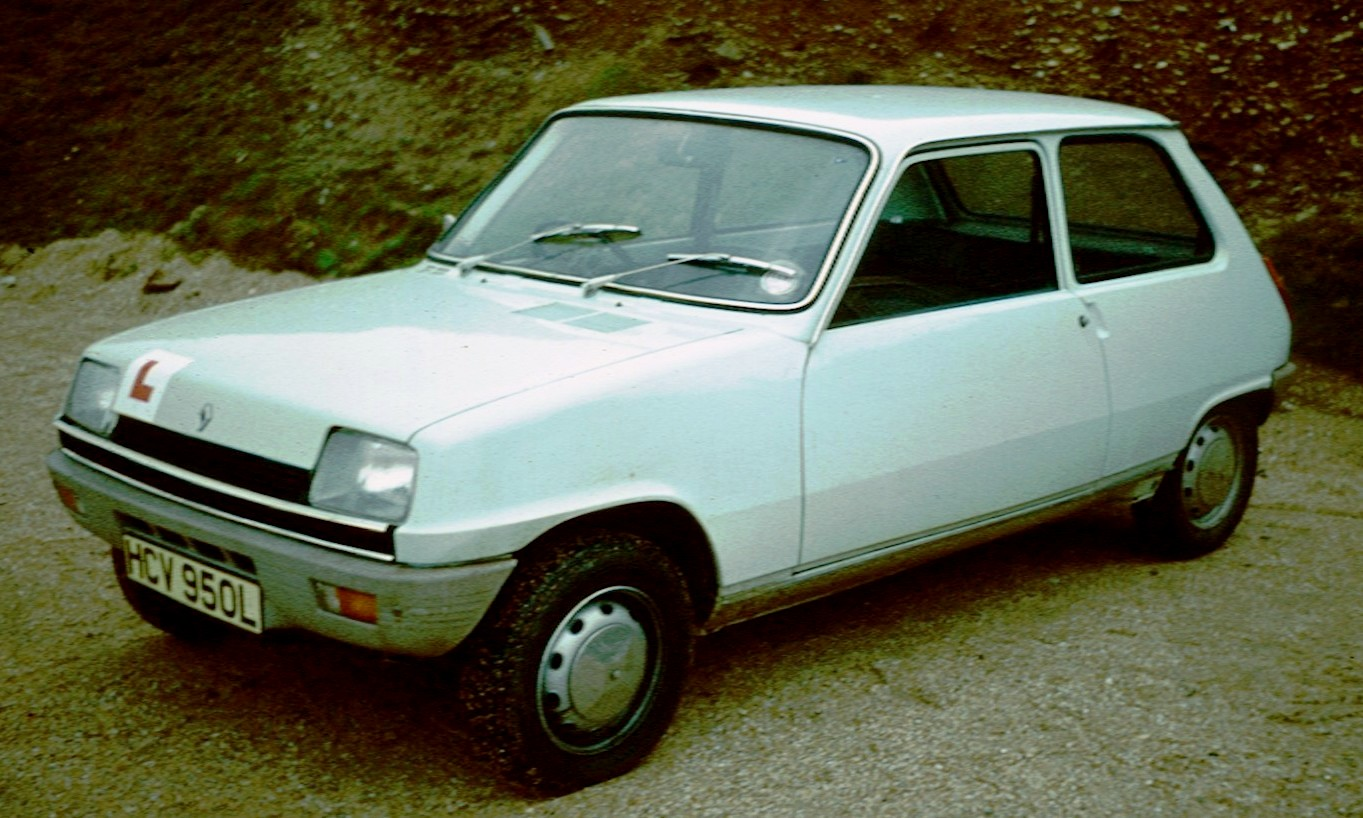
Renault 5
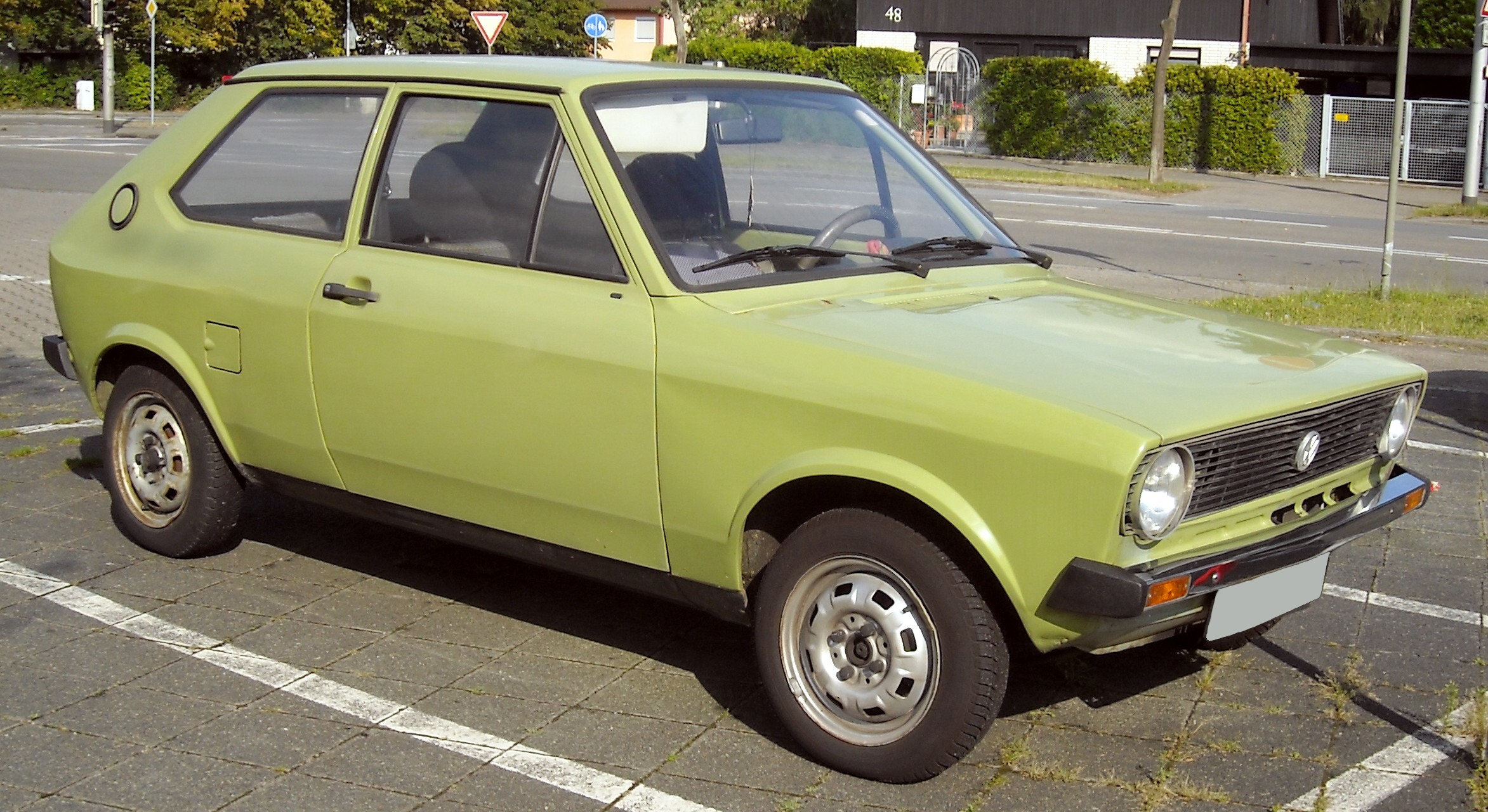
Volkswagen Polo I

### 1980-1989

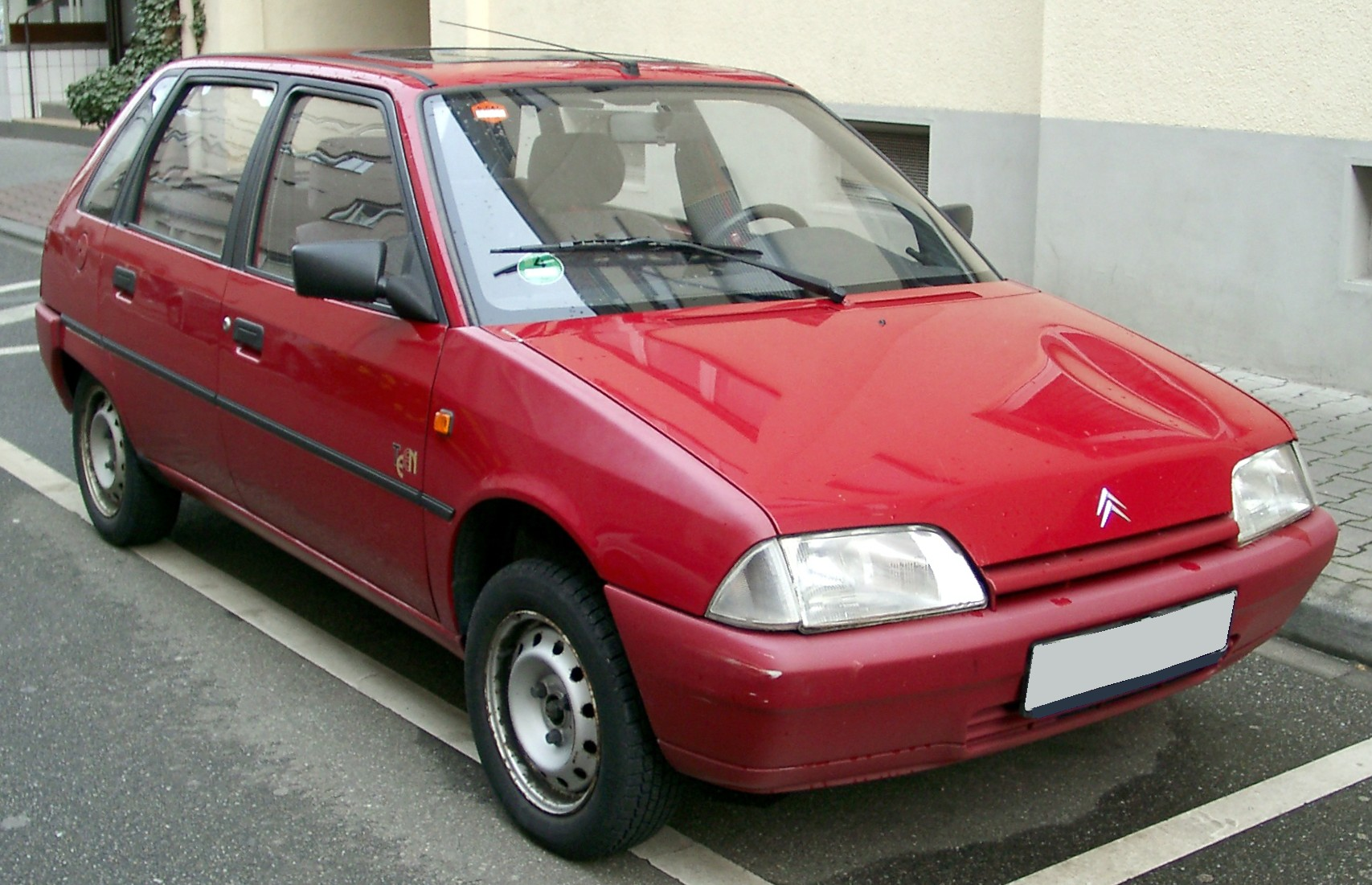
Citroën AX
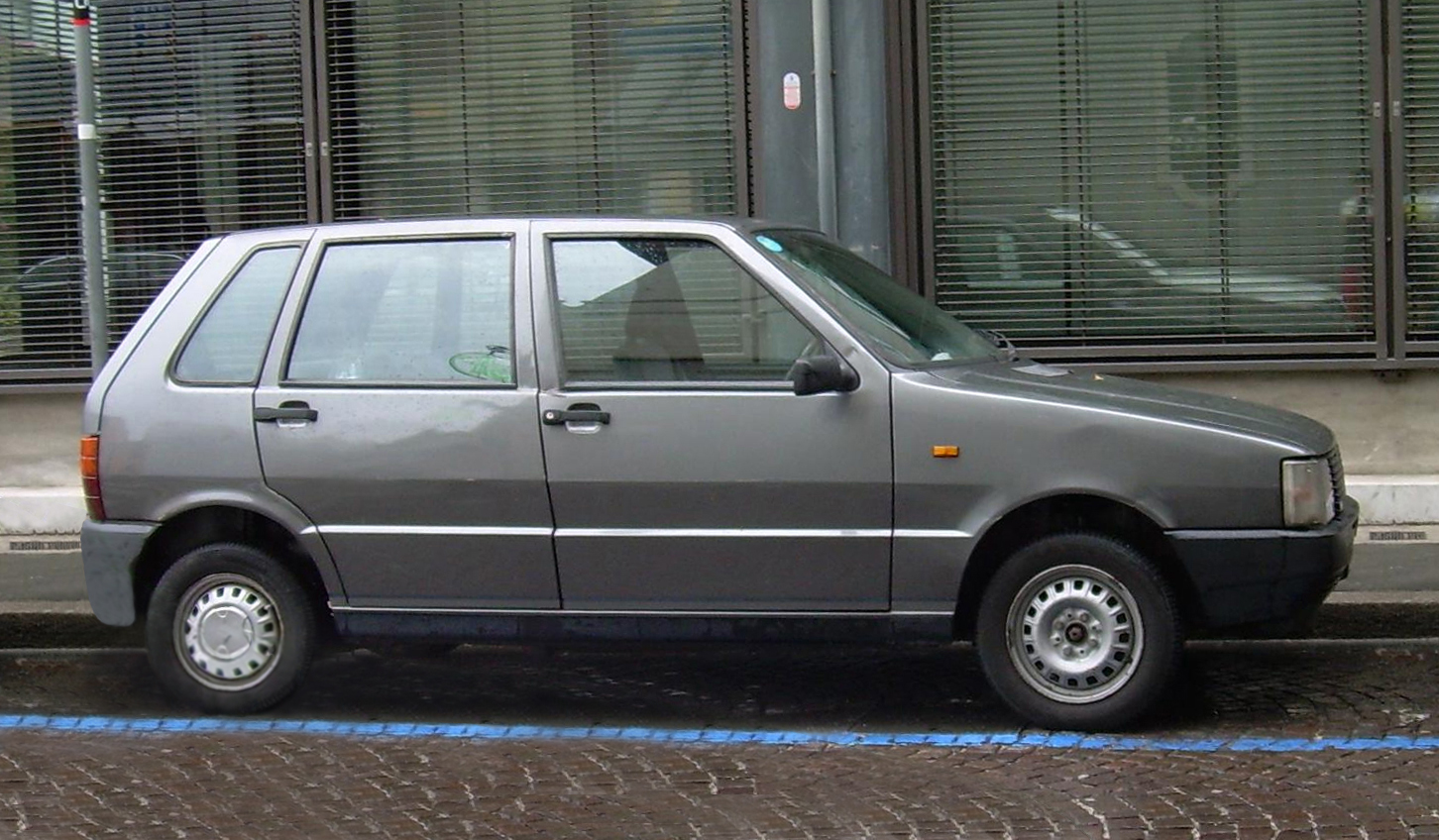
Fiat Uno
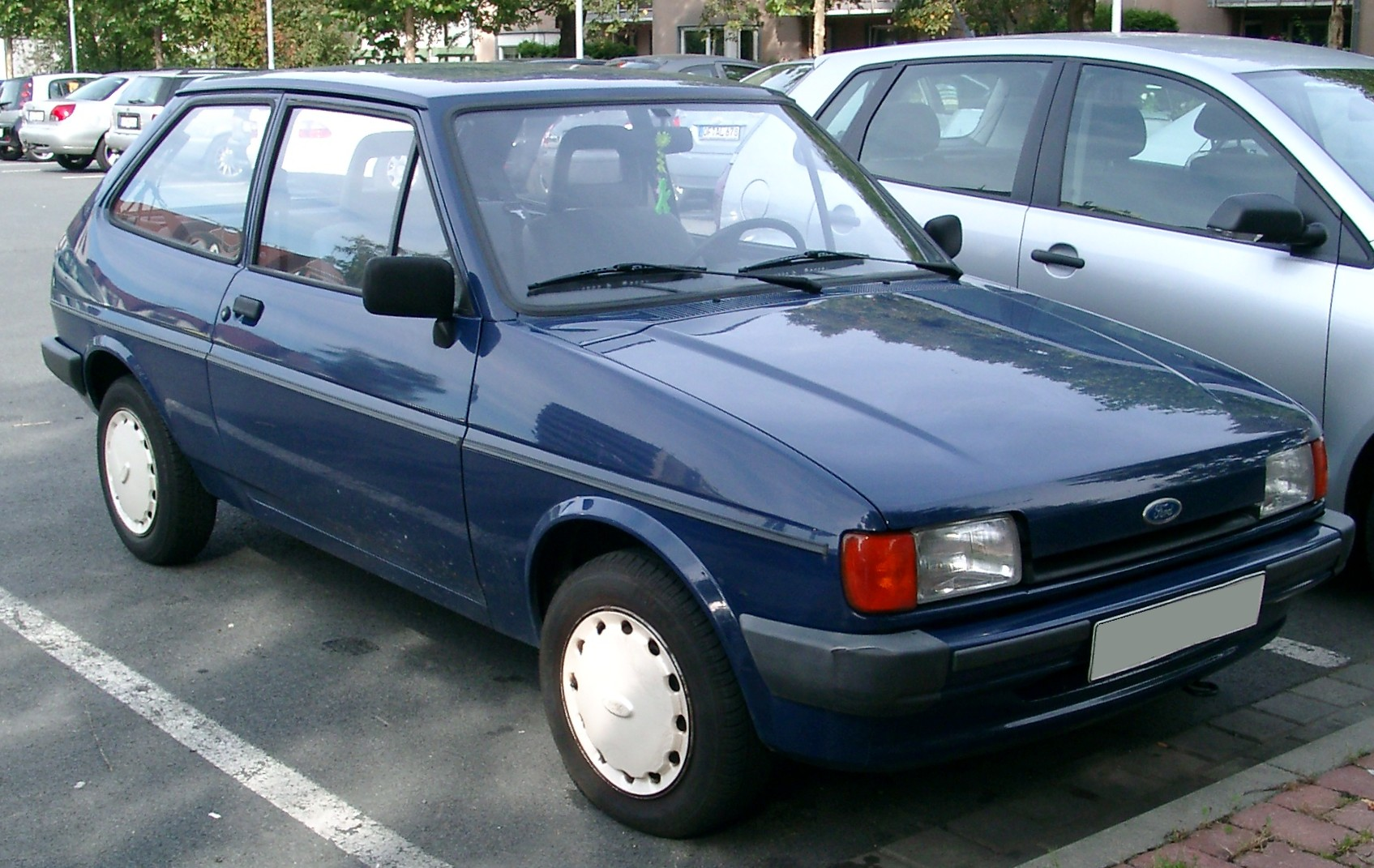
Ford Fiesta
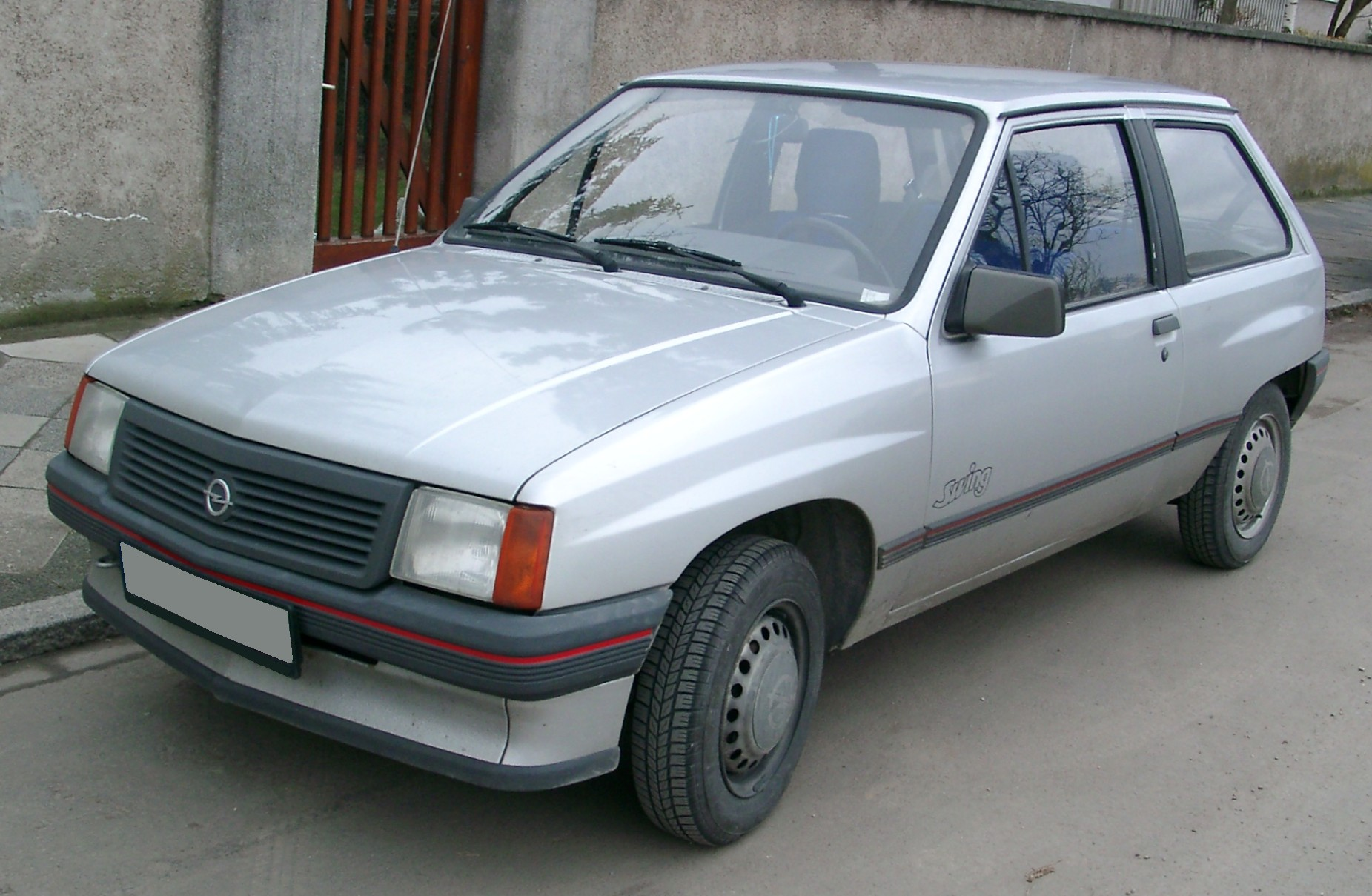
Opel Corsa A
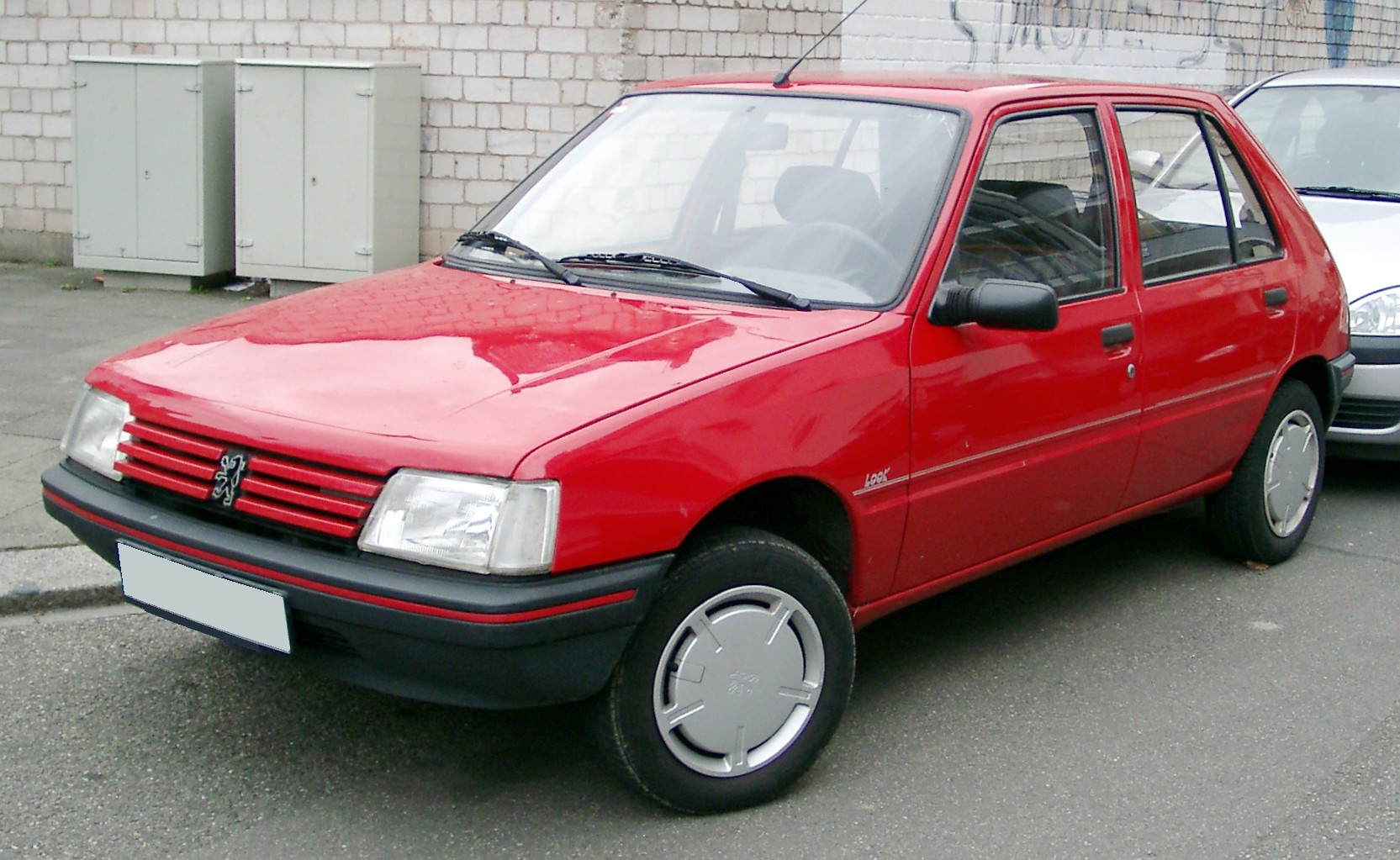
Peugeot 205
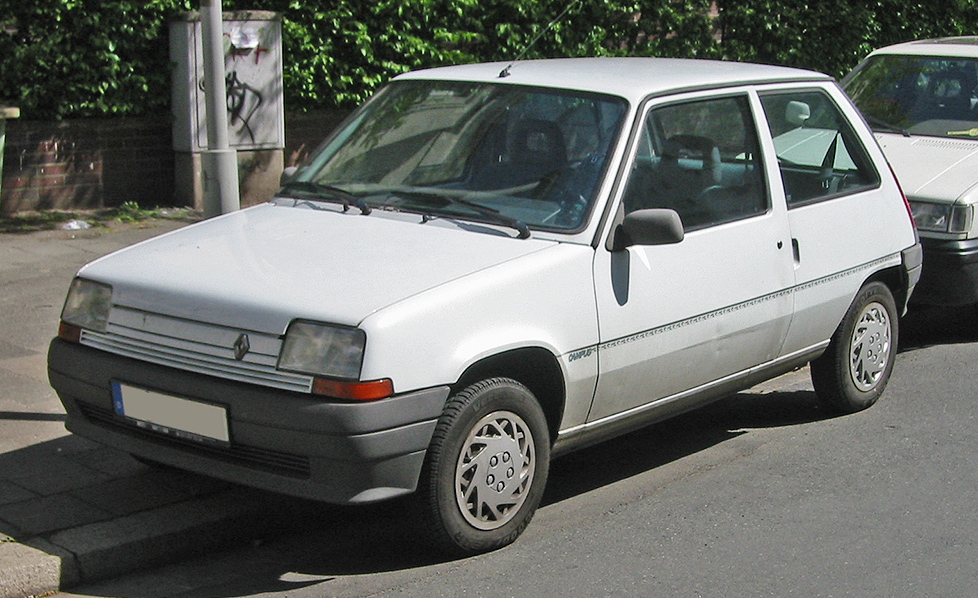
Renault Supercinq

### 1990-1999

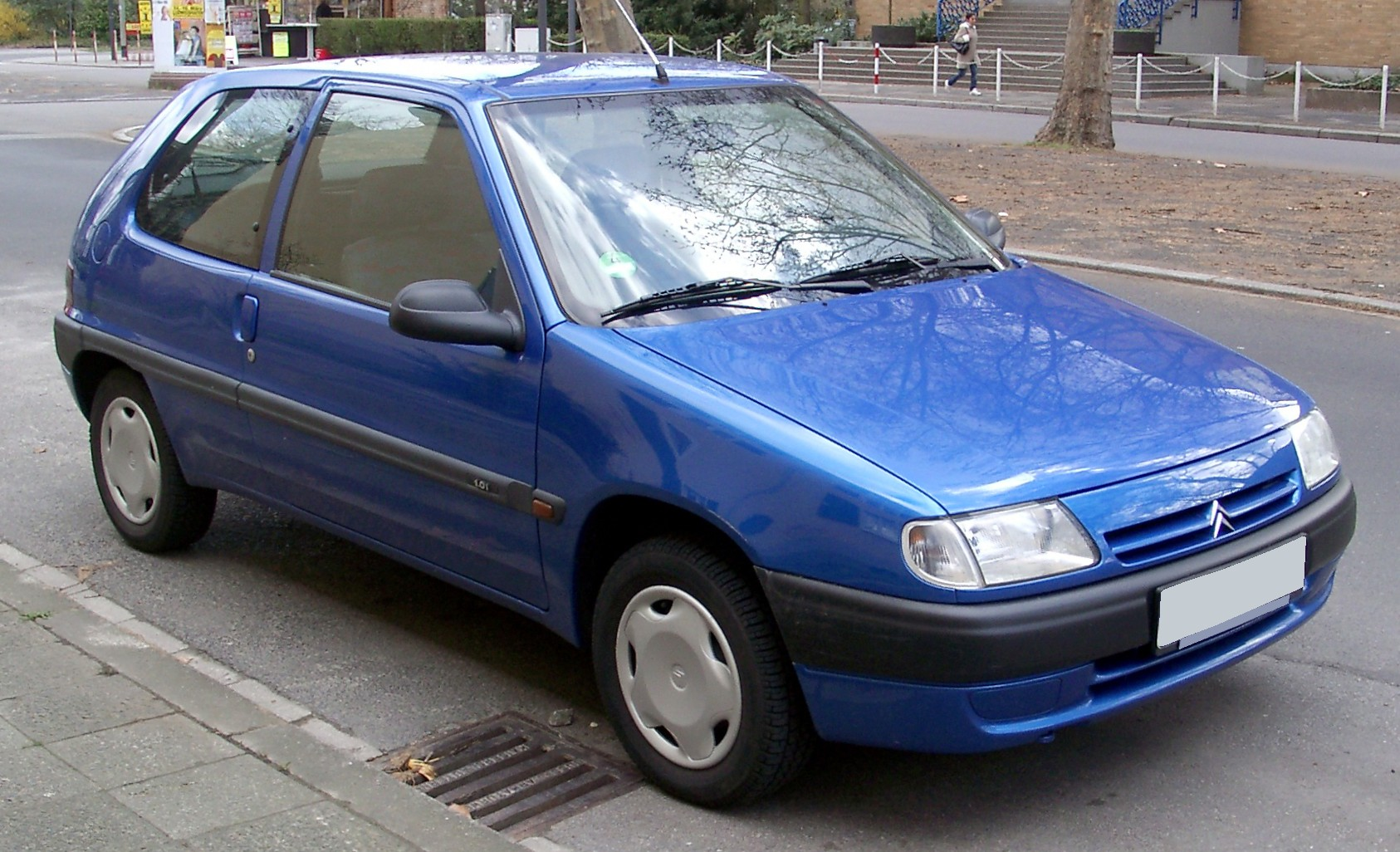
Citroën Saxo
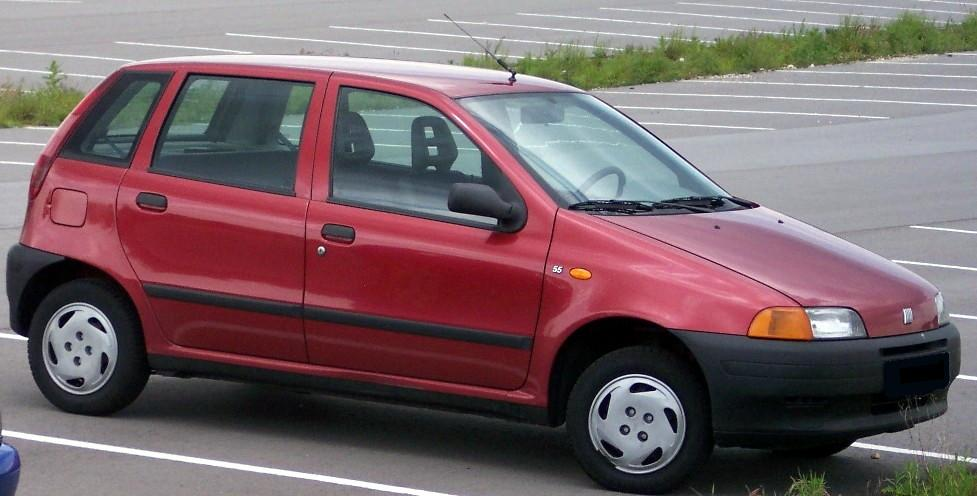
Fiat Punto I
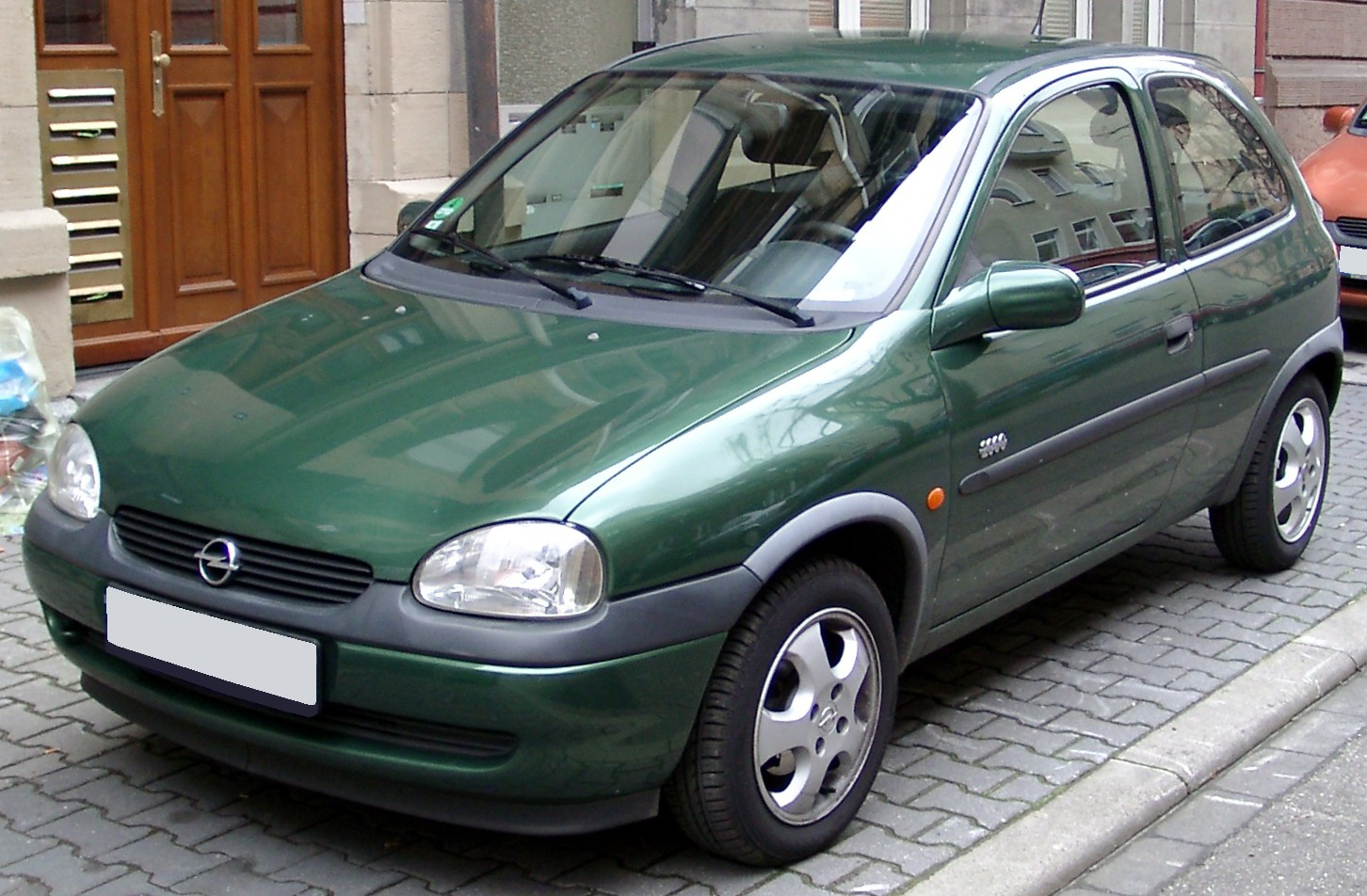
Opel Corsa B
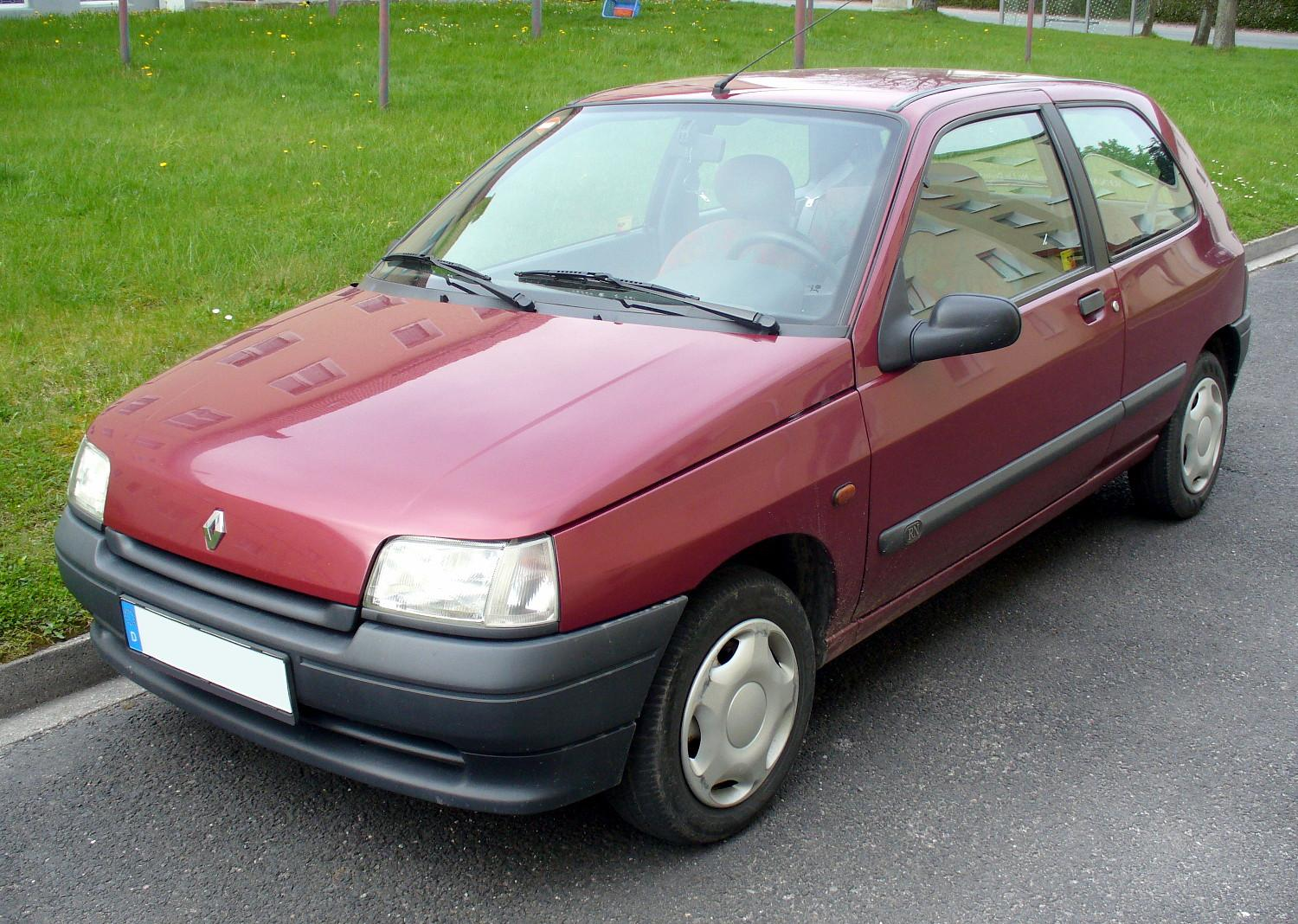
Renault Clio
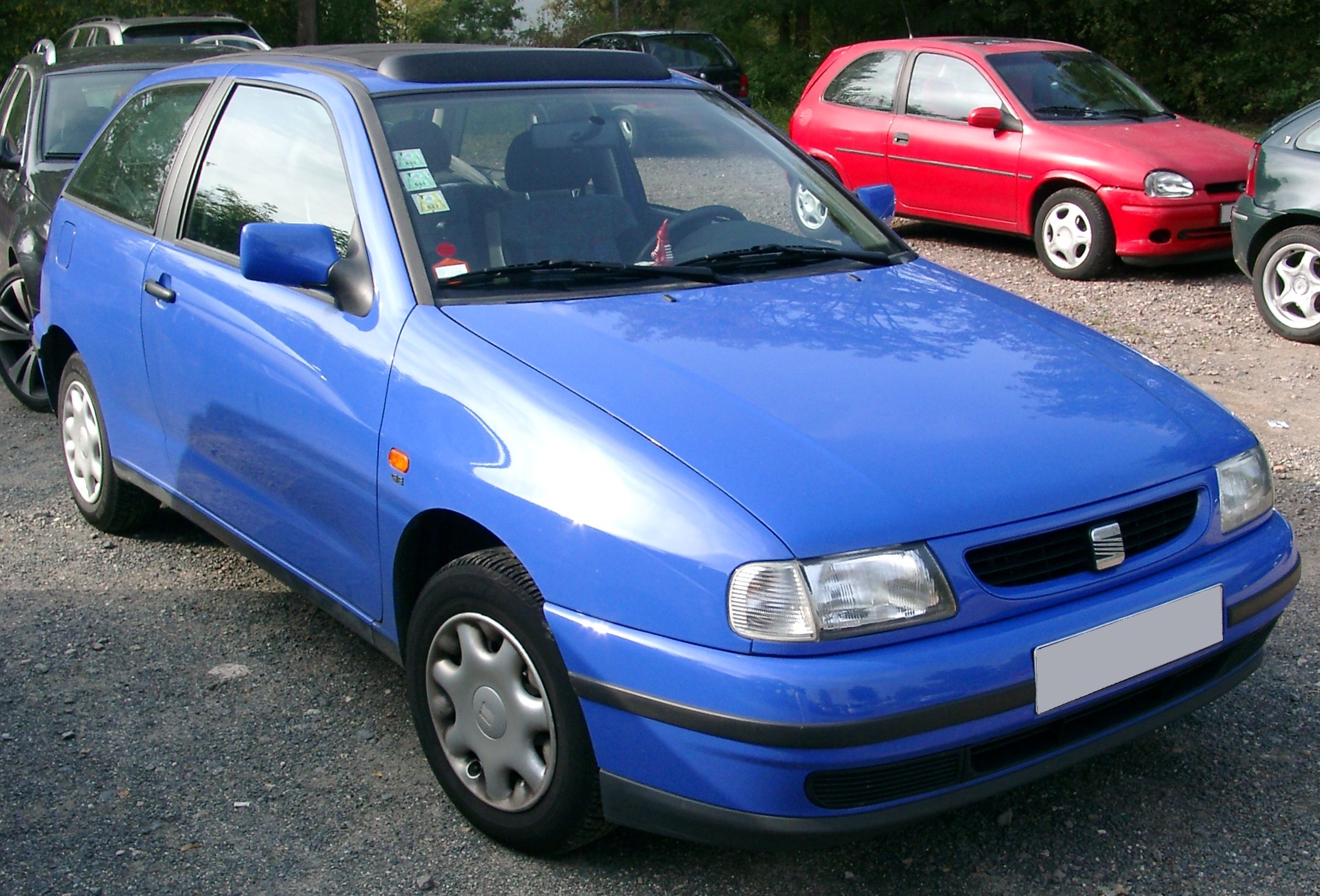
Seat Ibiza
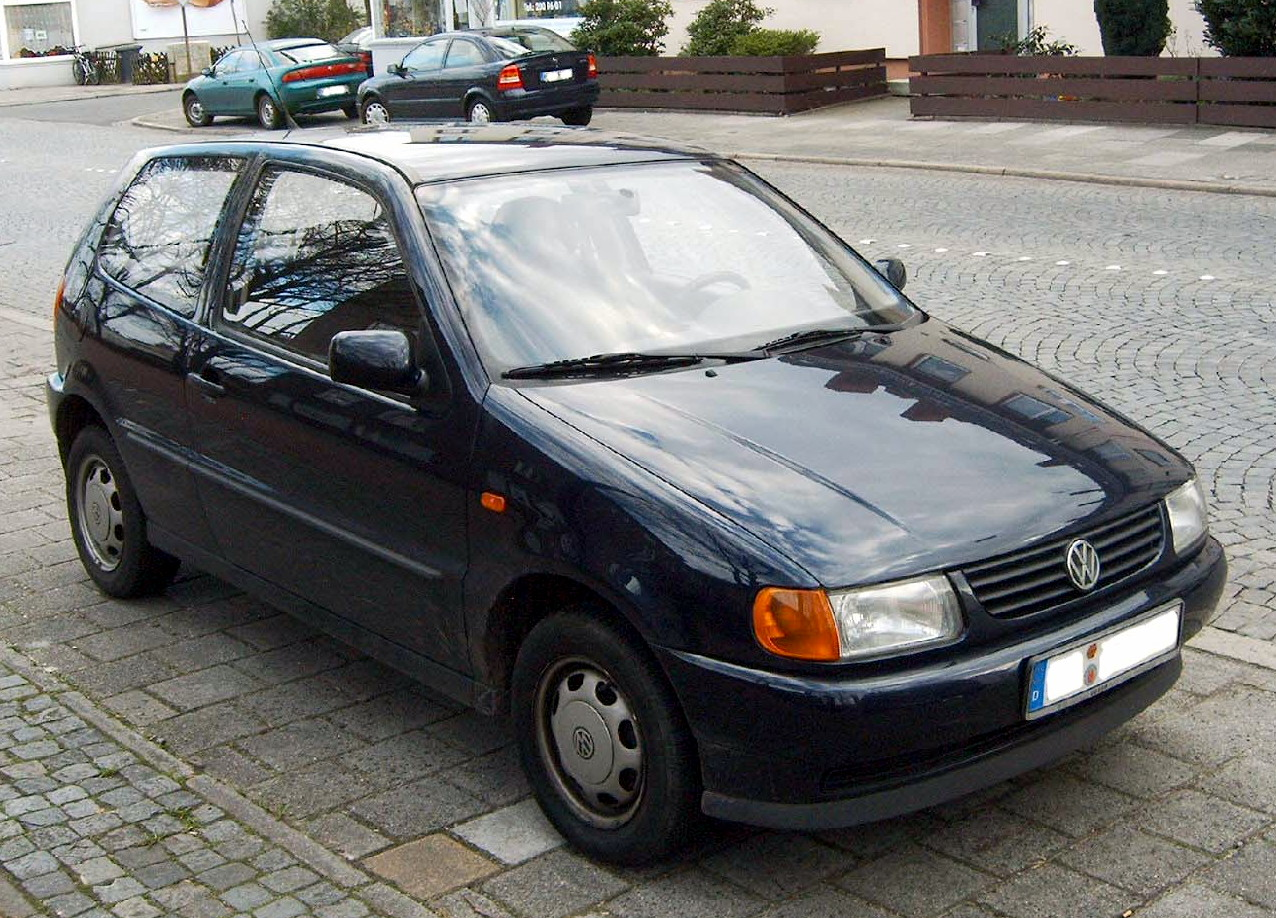
Volkswagen Polo III

### 2000–2009

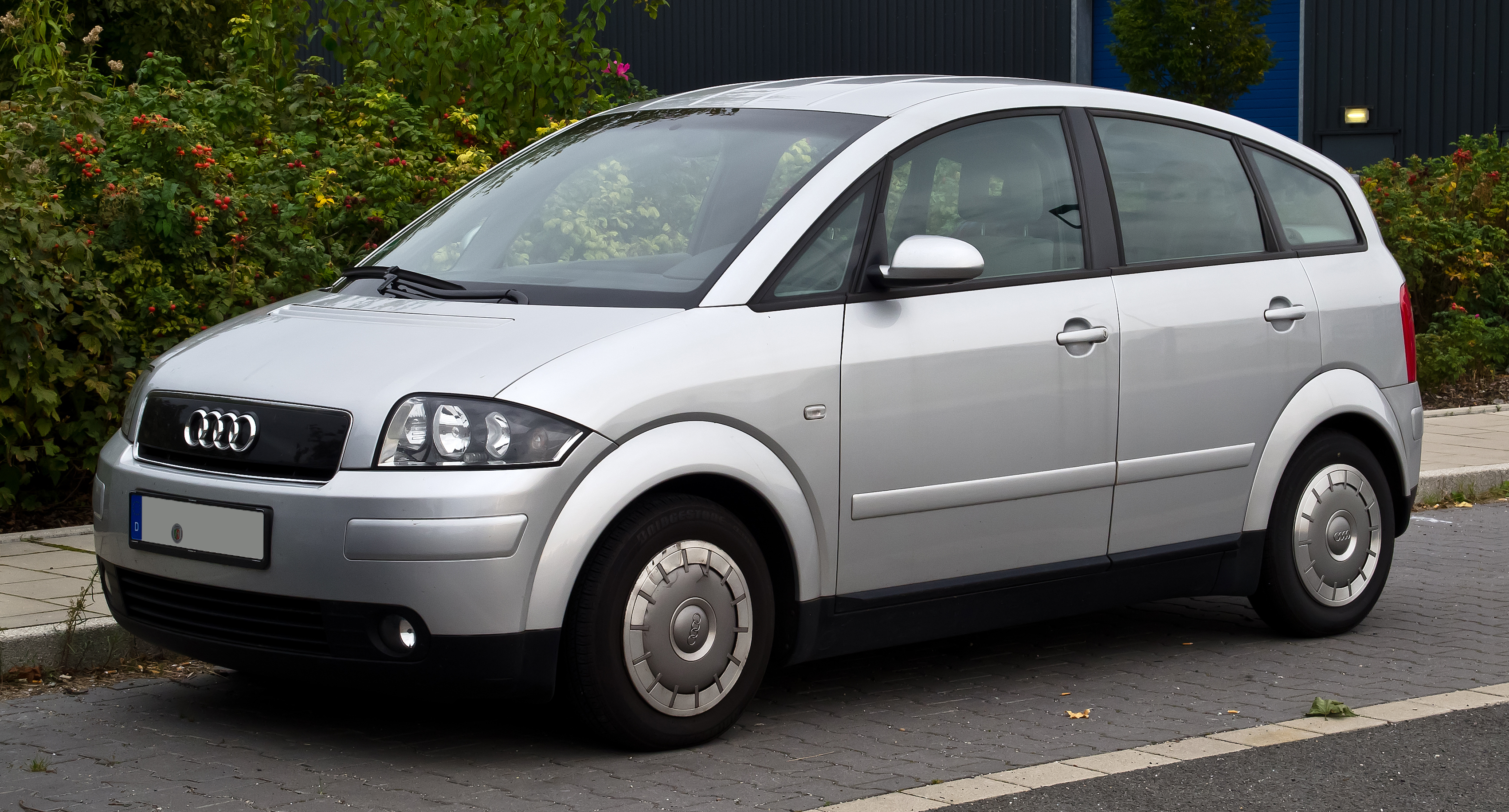
Audi A2
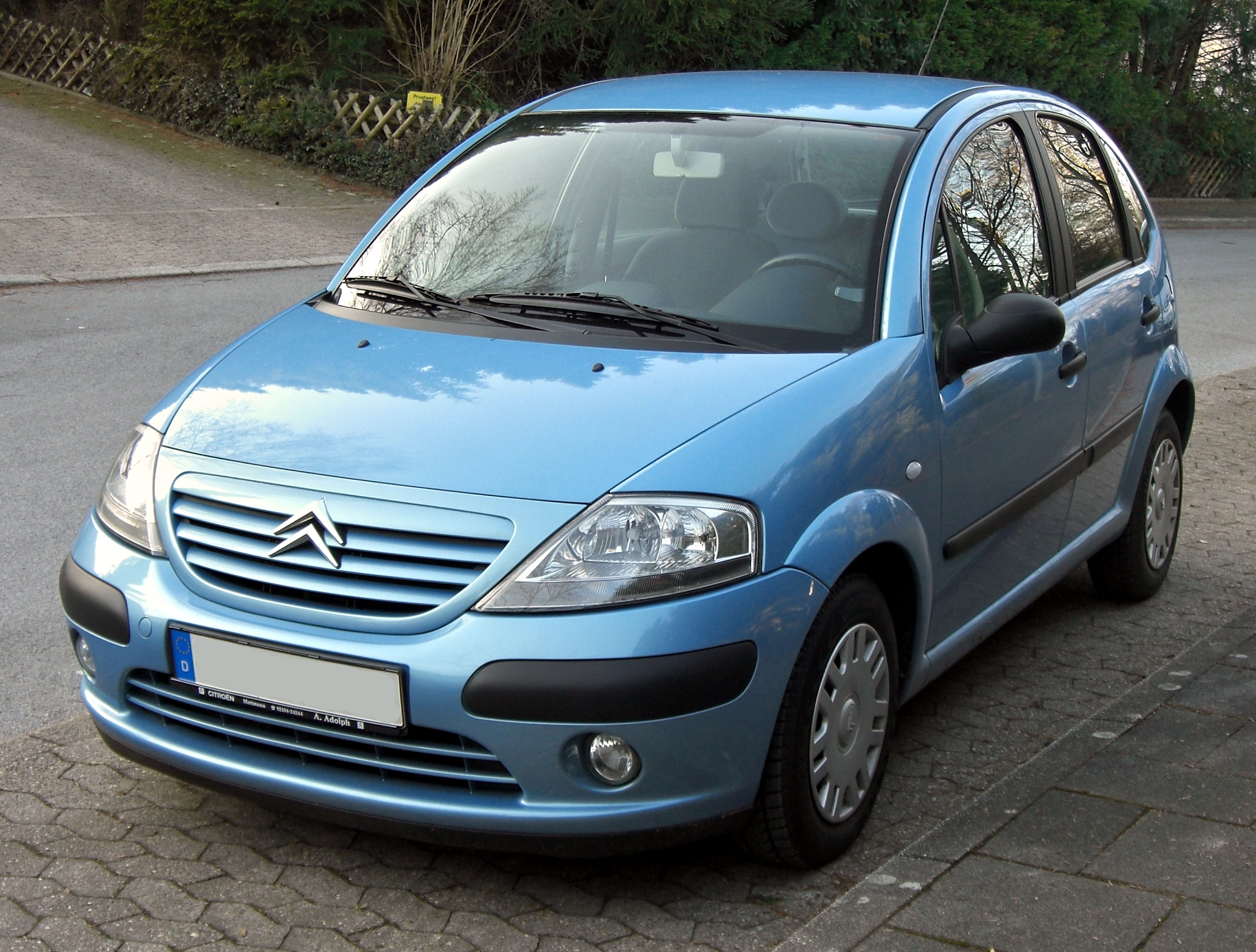
Citroën C3
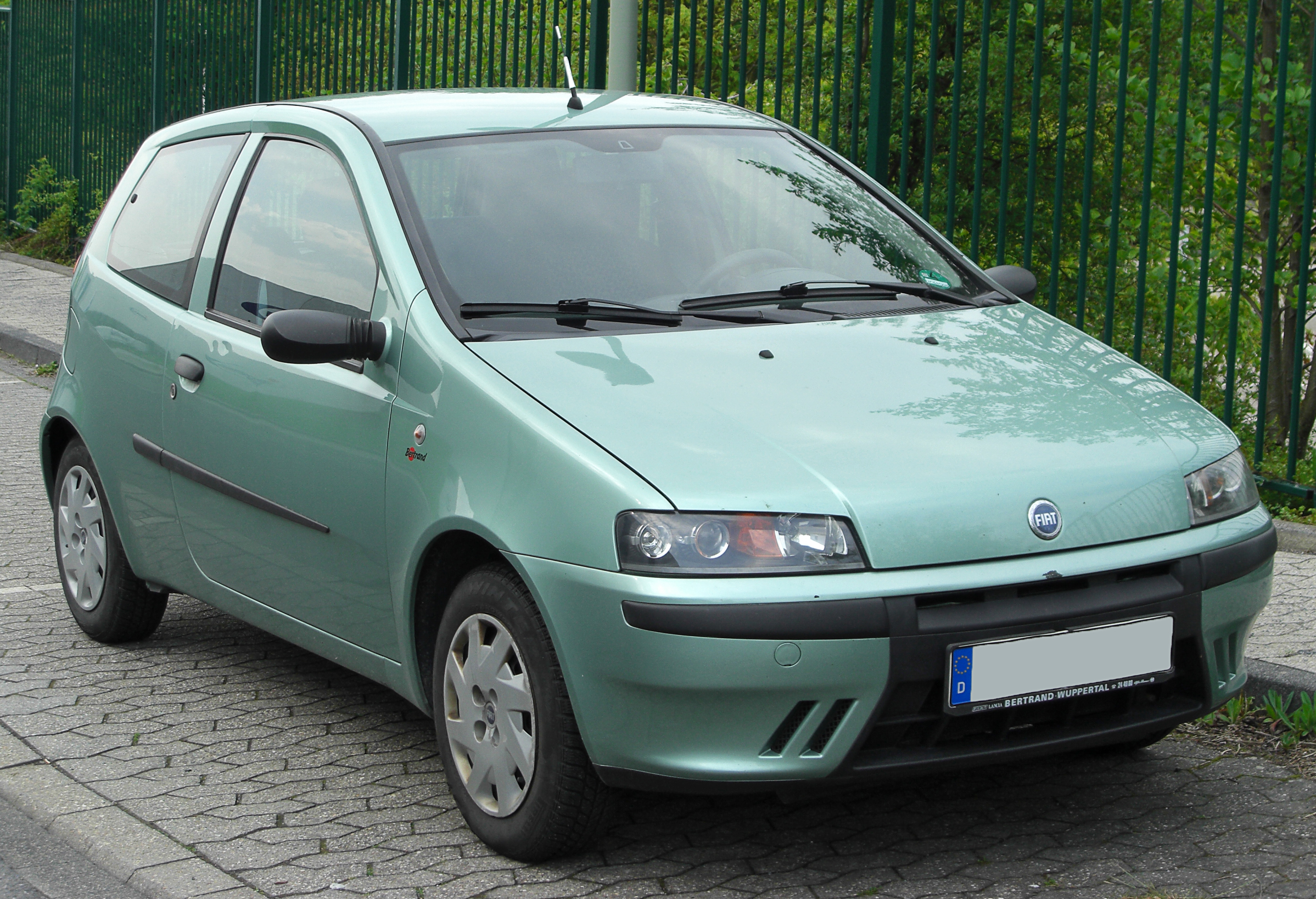
Fiat Punto
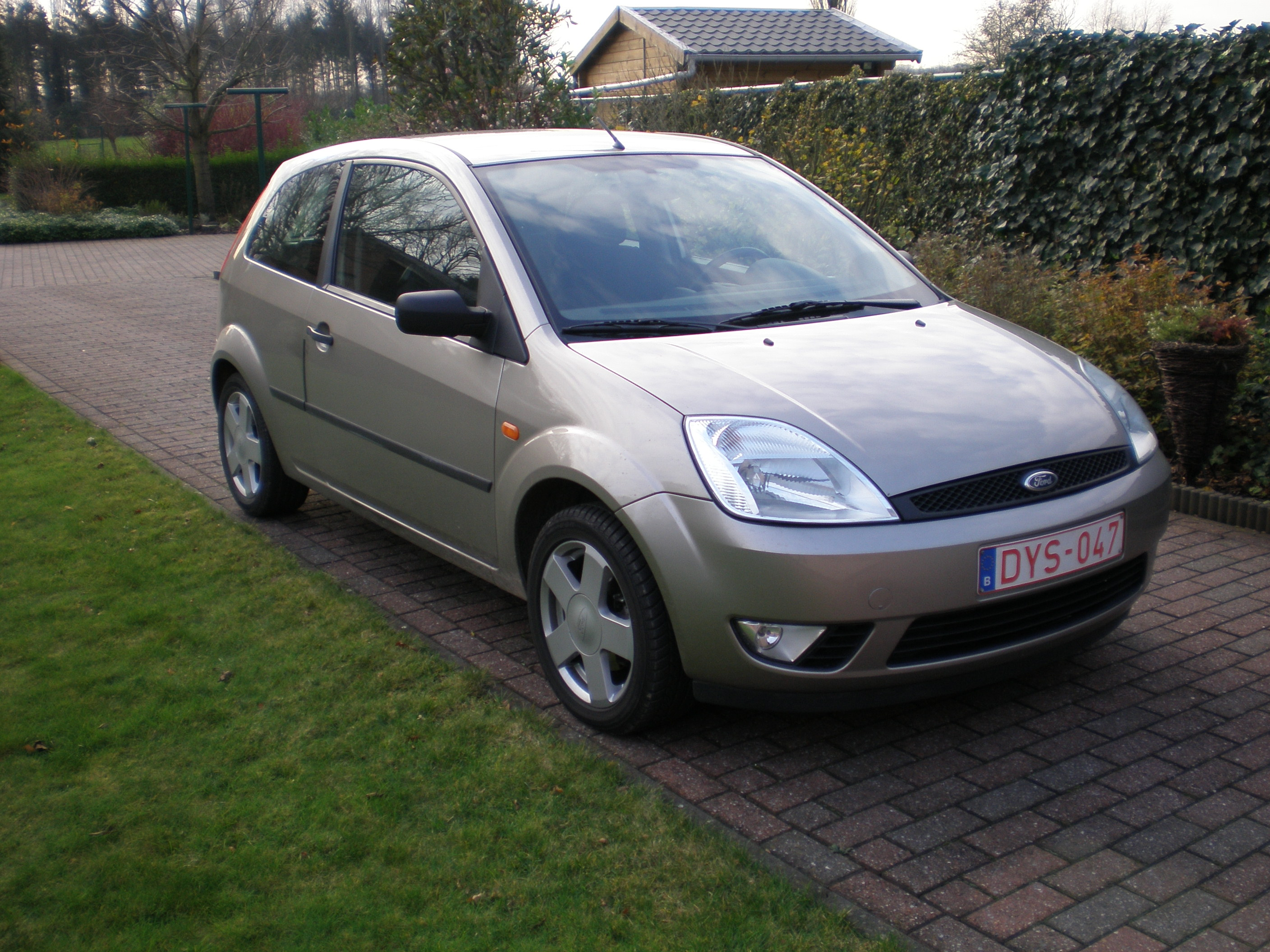
Ford Fiesta
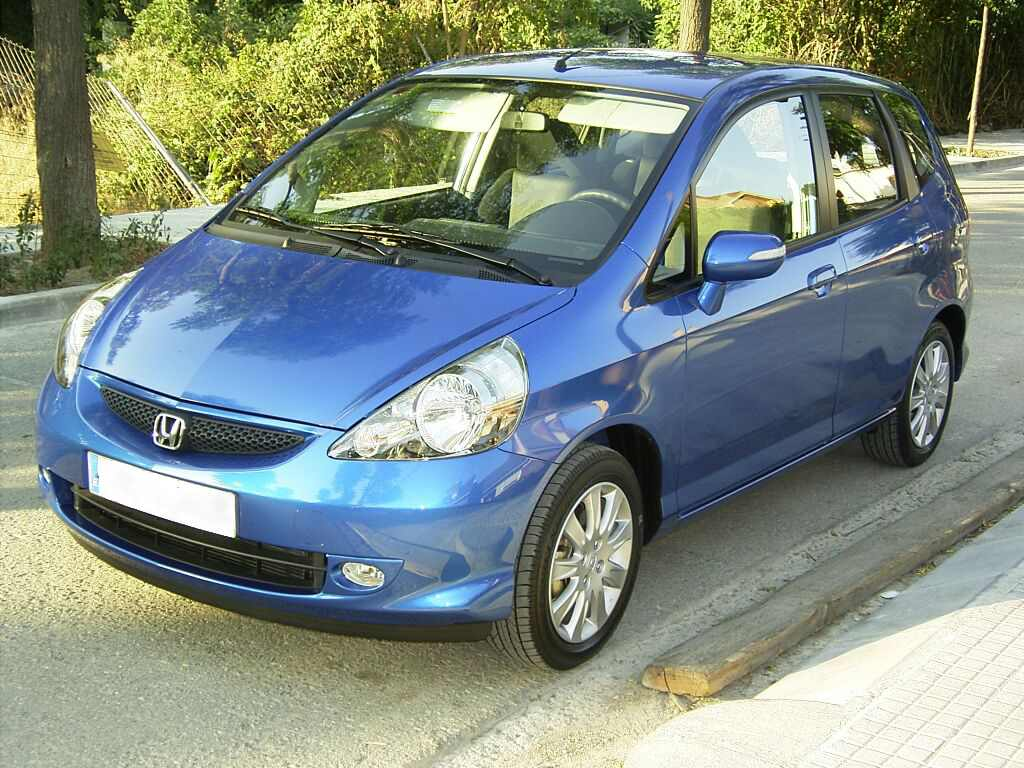
Honda Jazz
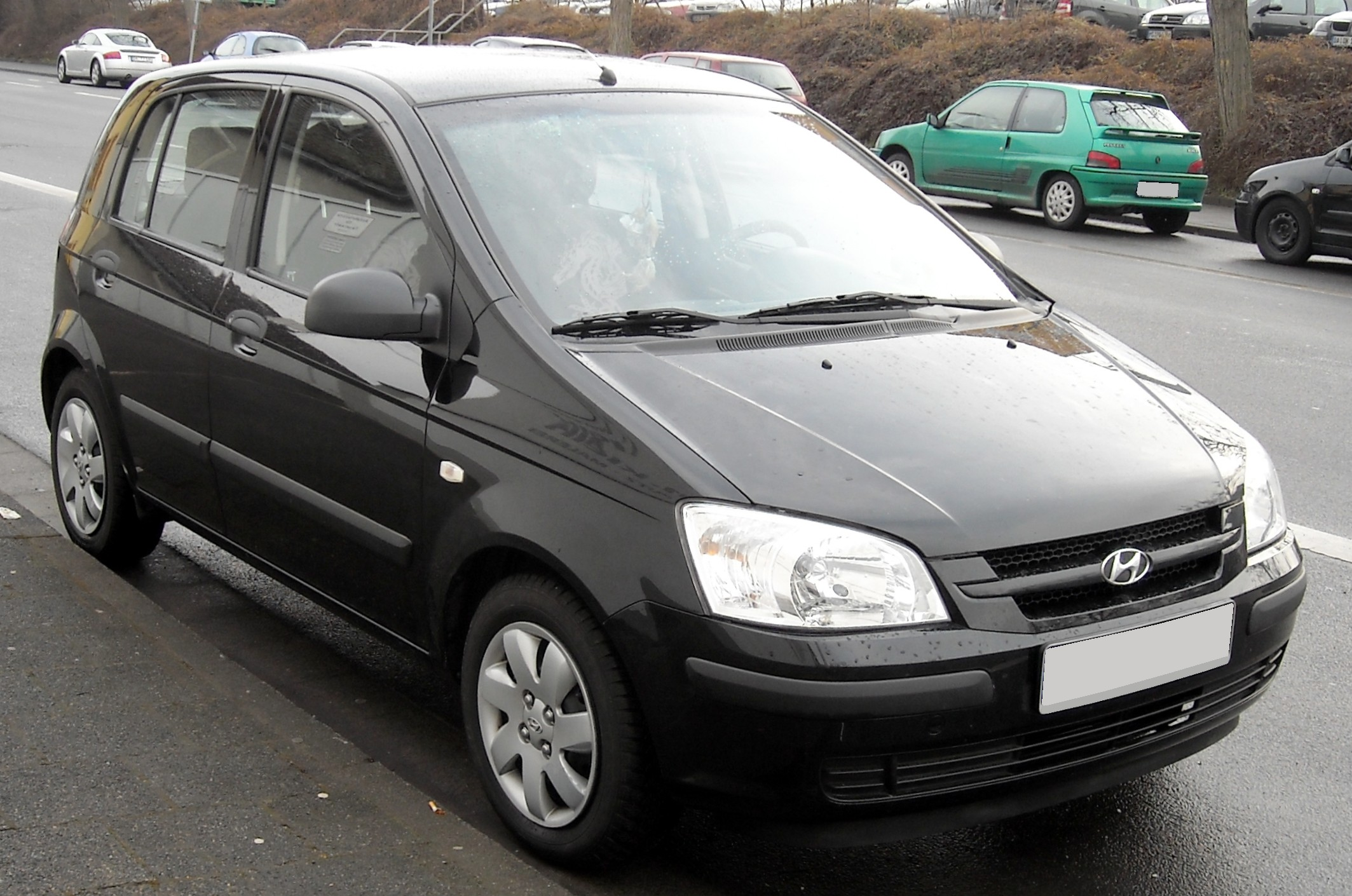
Hyundai Getz
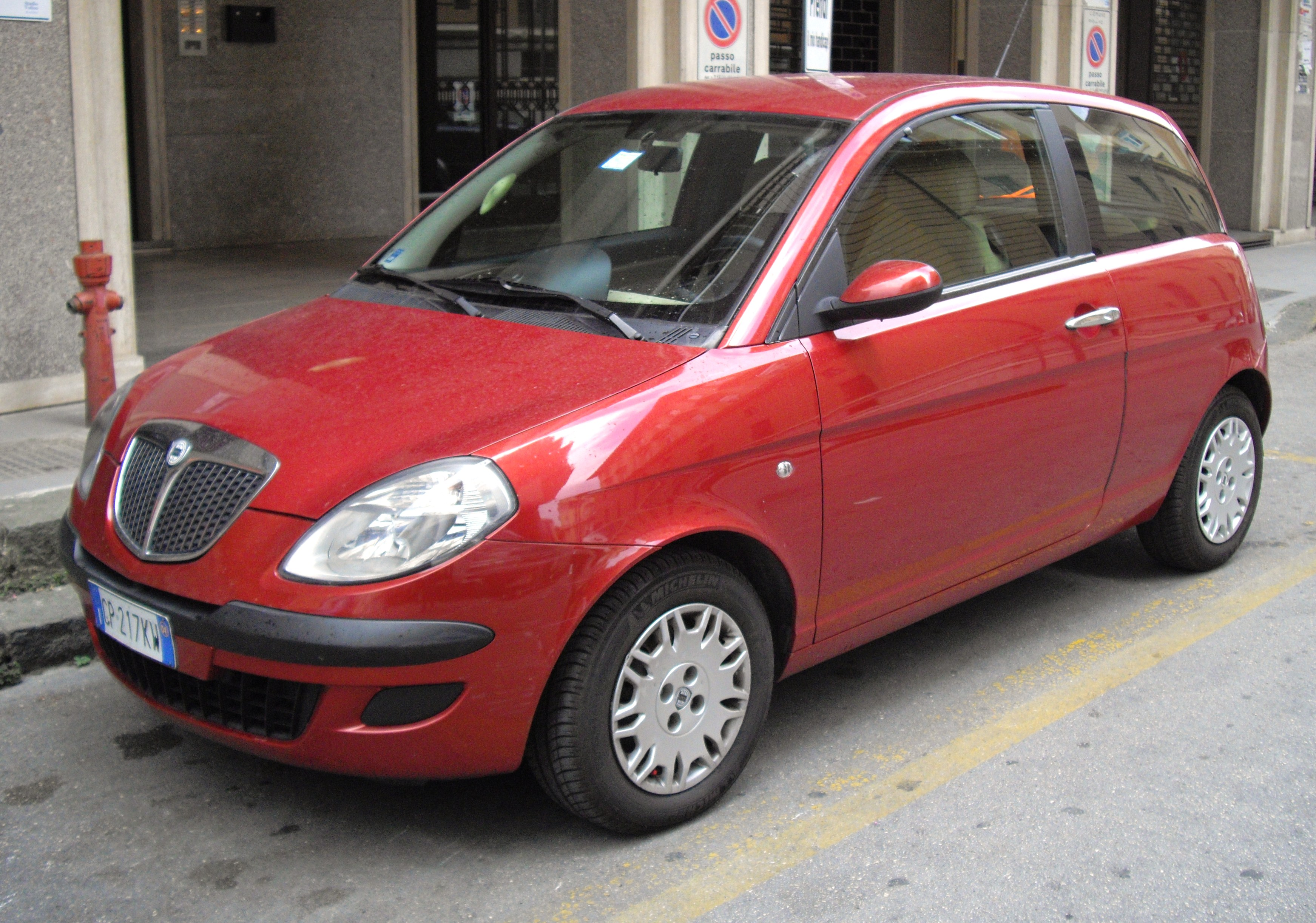
Lancia Ypsilon
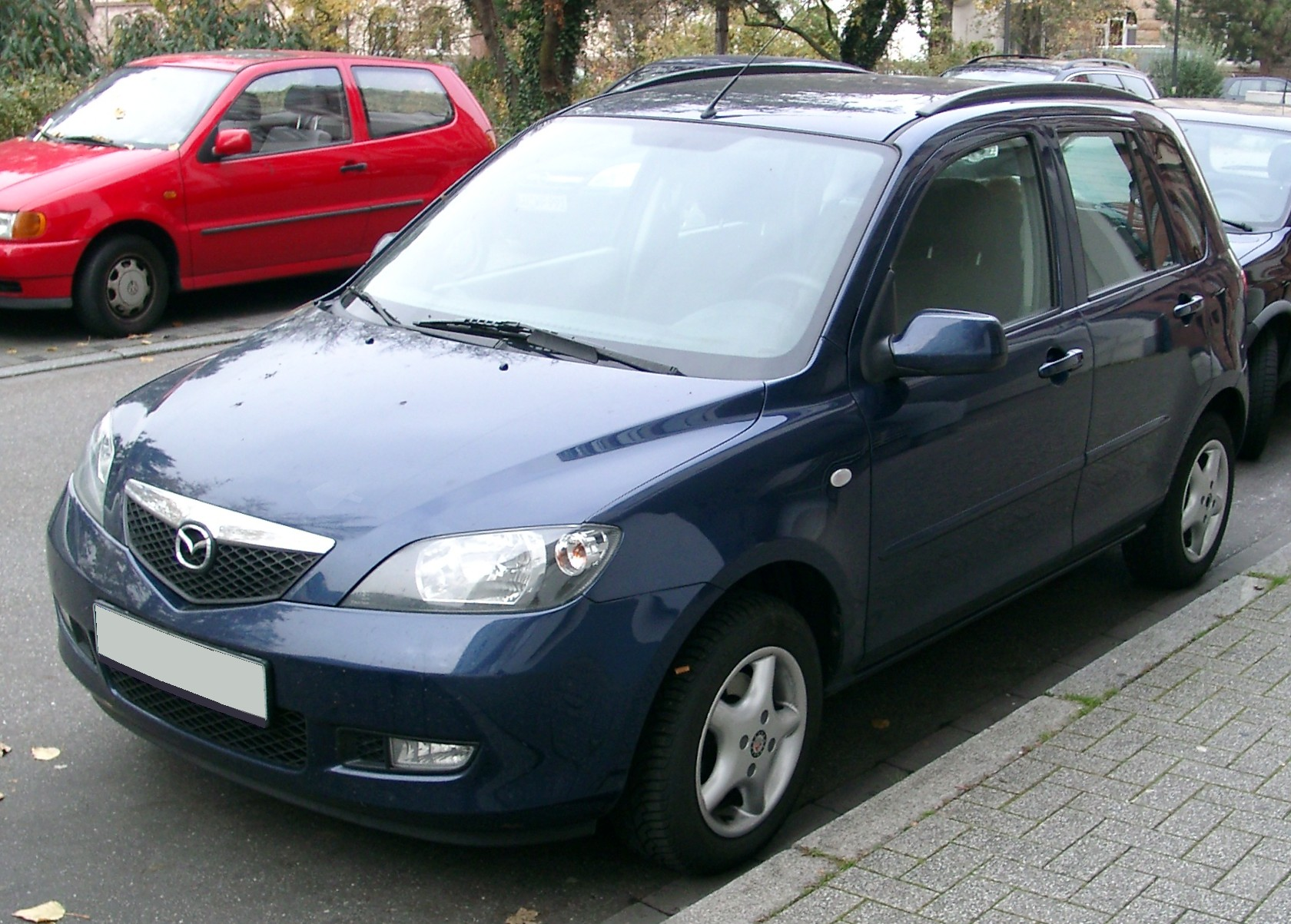
Mazda 2
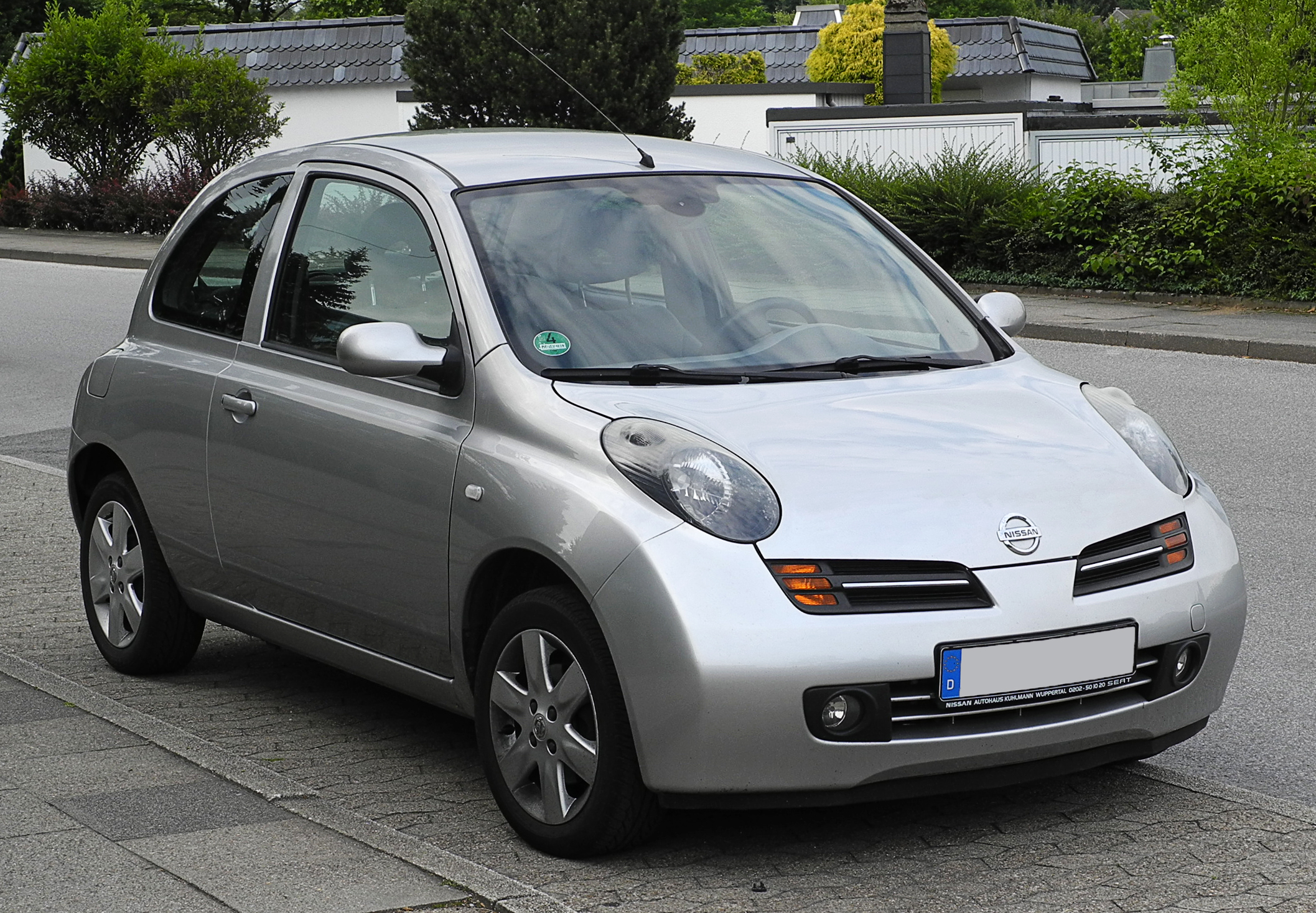
Nissan Micra
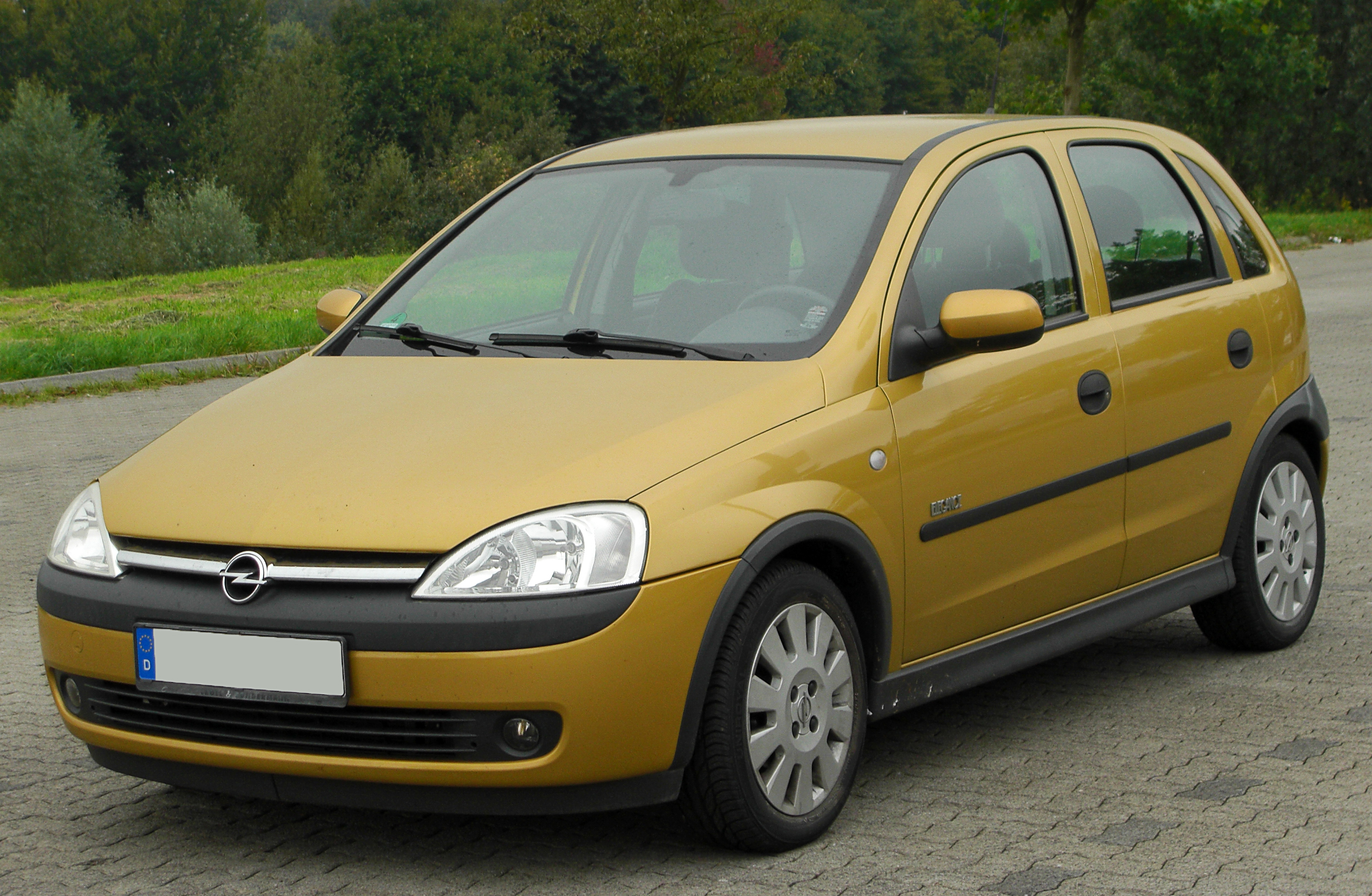
Opel Corsa C
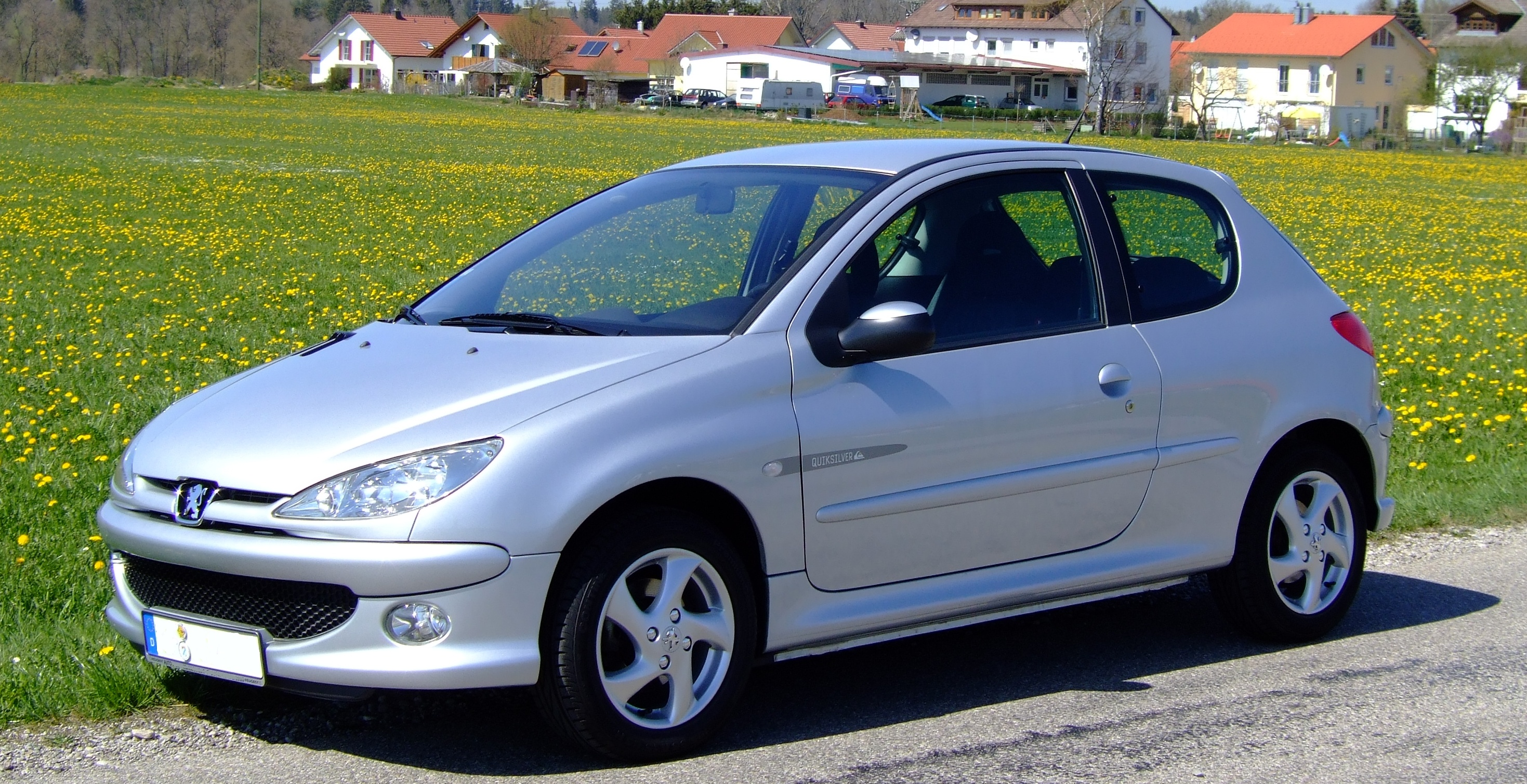
Peugeot 206
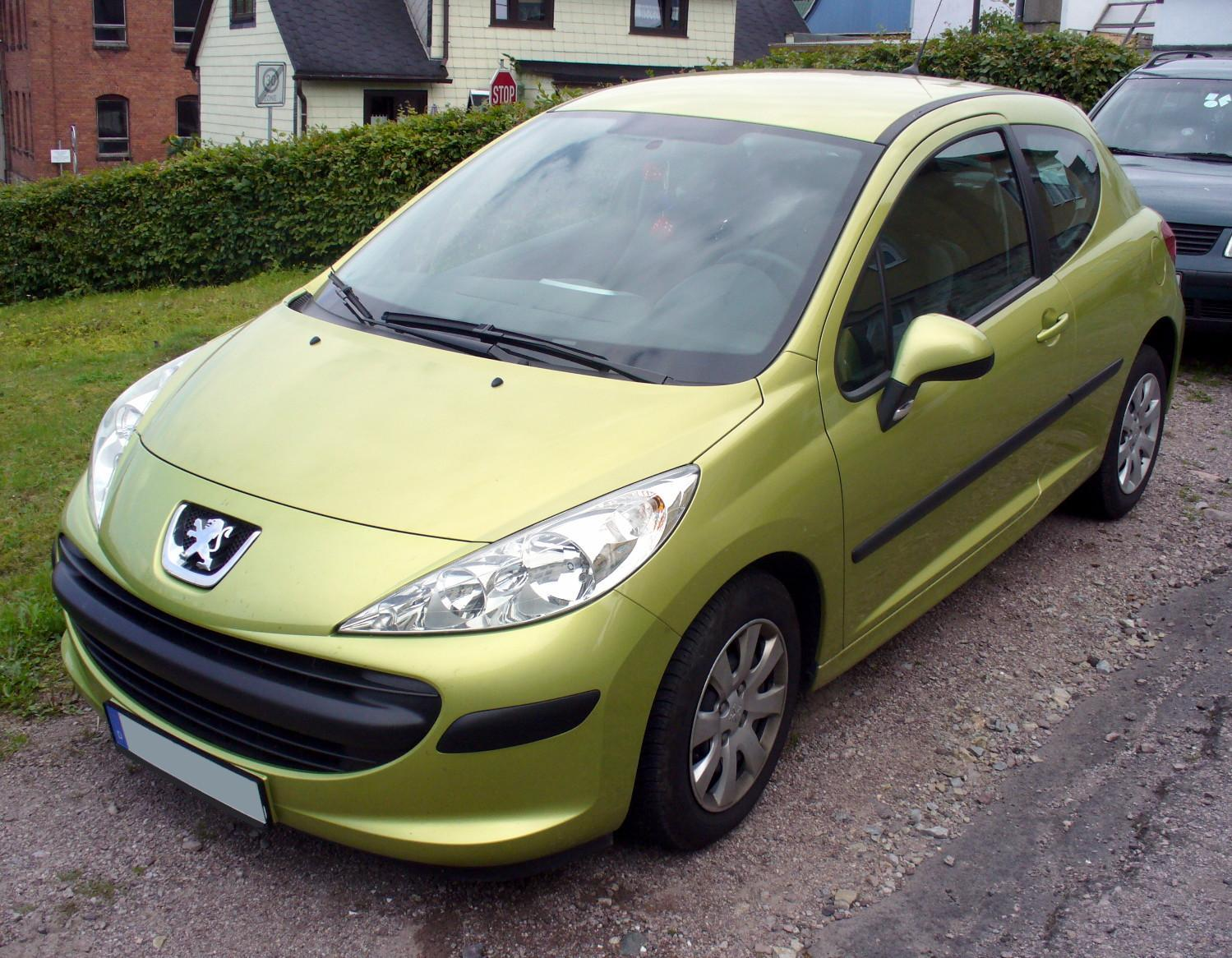
Peugeot 207
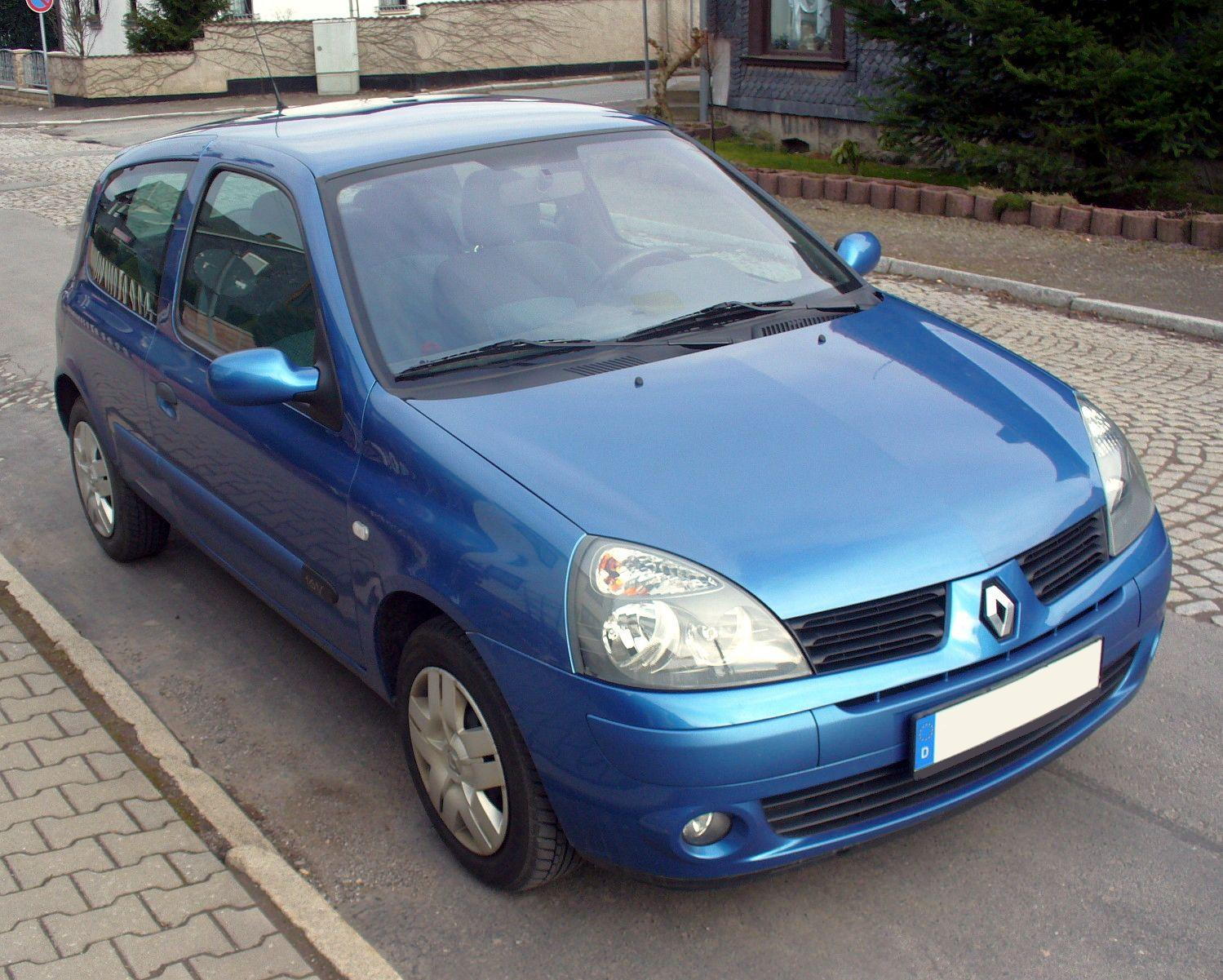
Renault Clio II
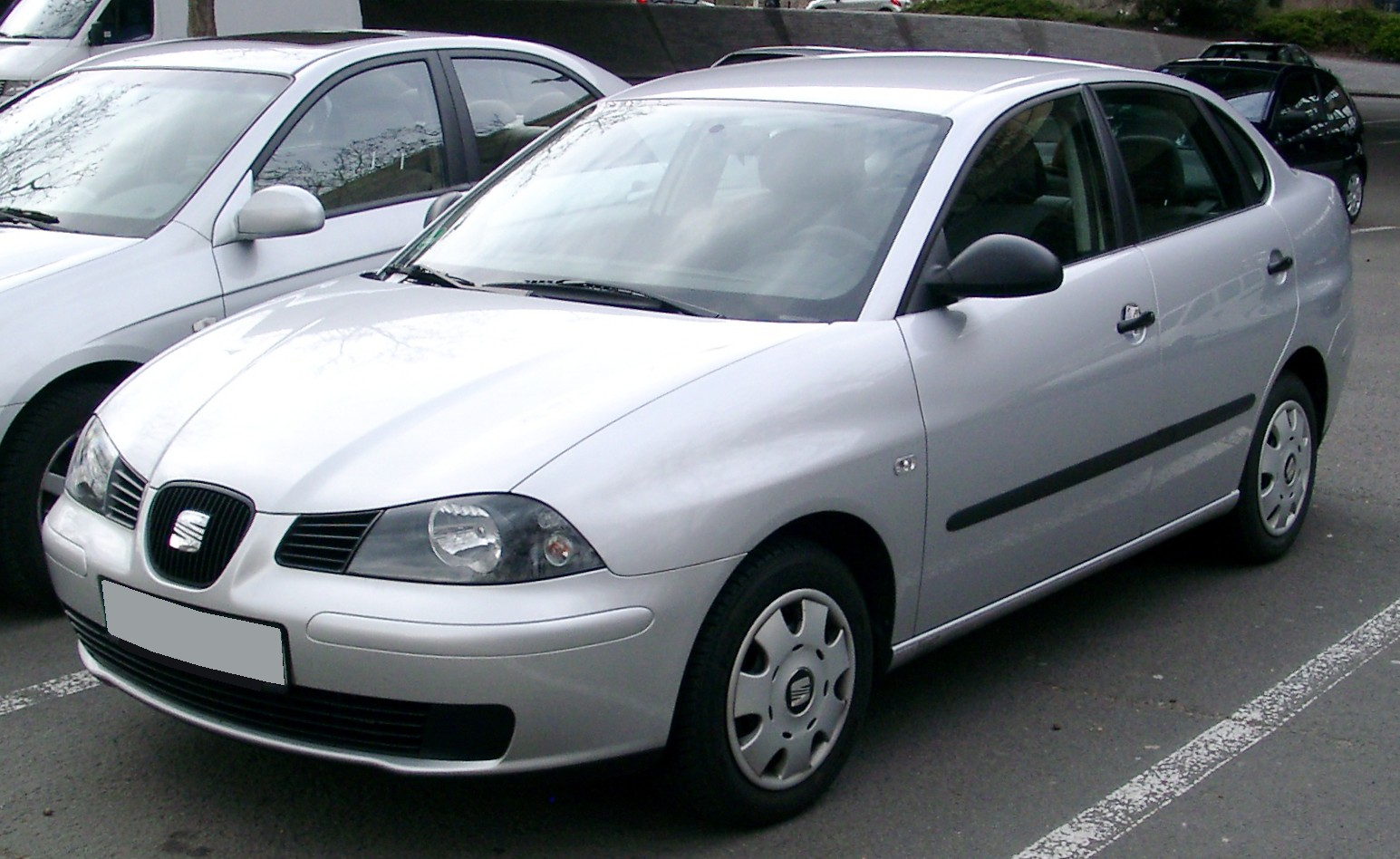
Seat Cordoba II
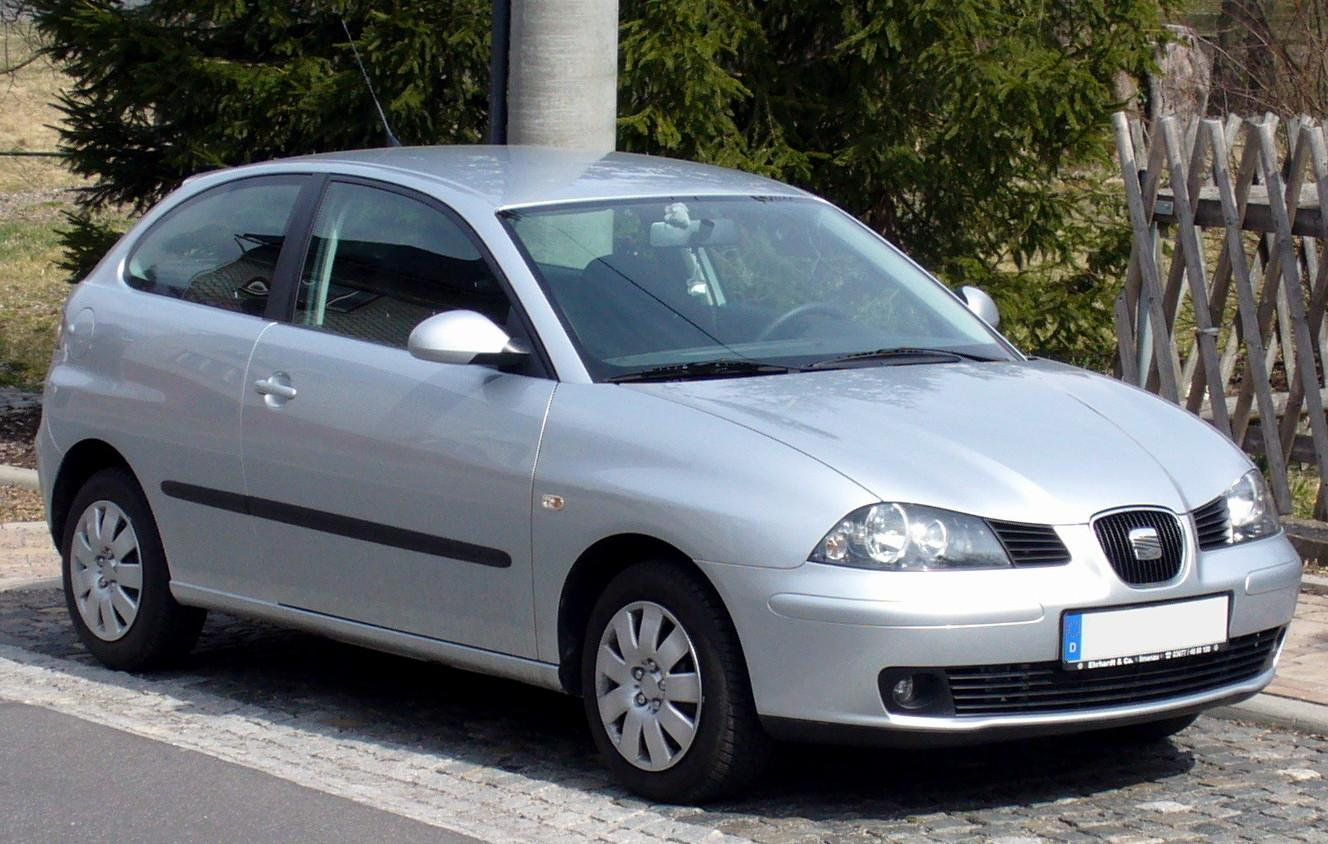
Seat Ibiza III
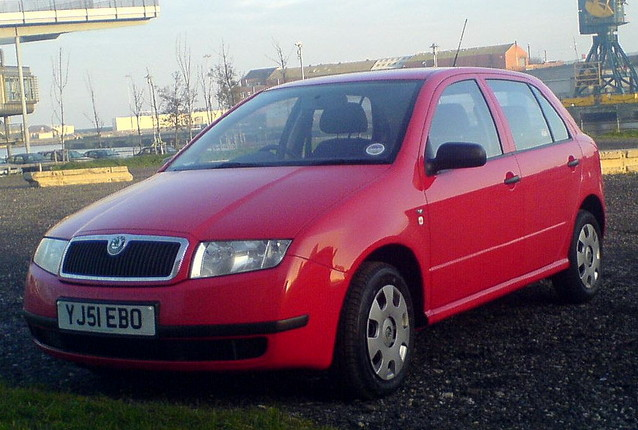
Škoda Fabia I
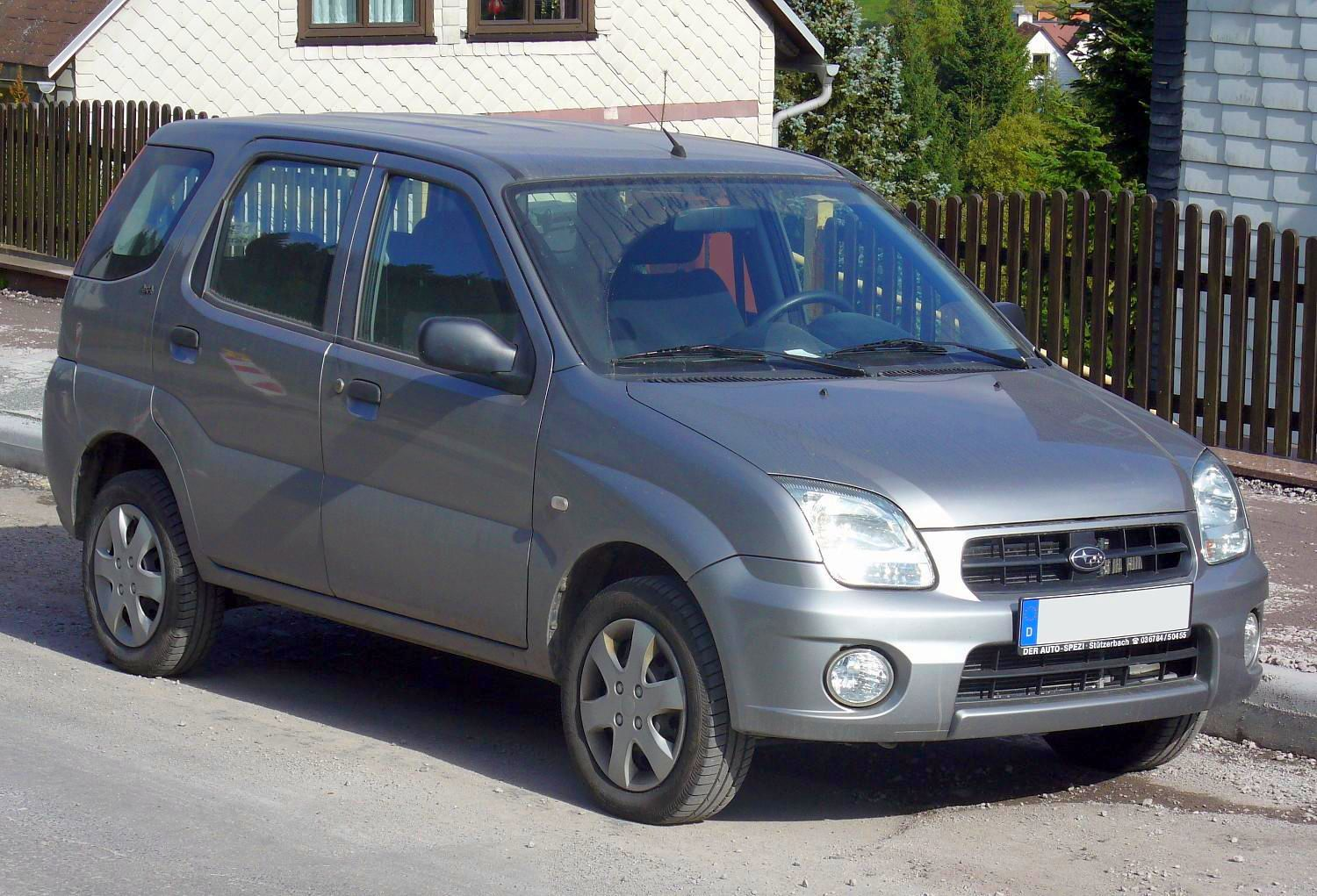
Subaru G3X Justy
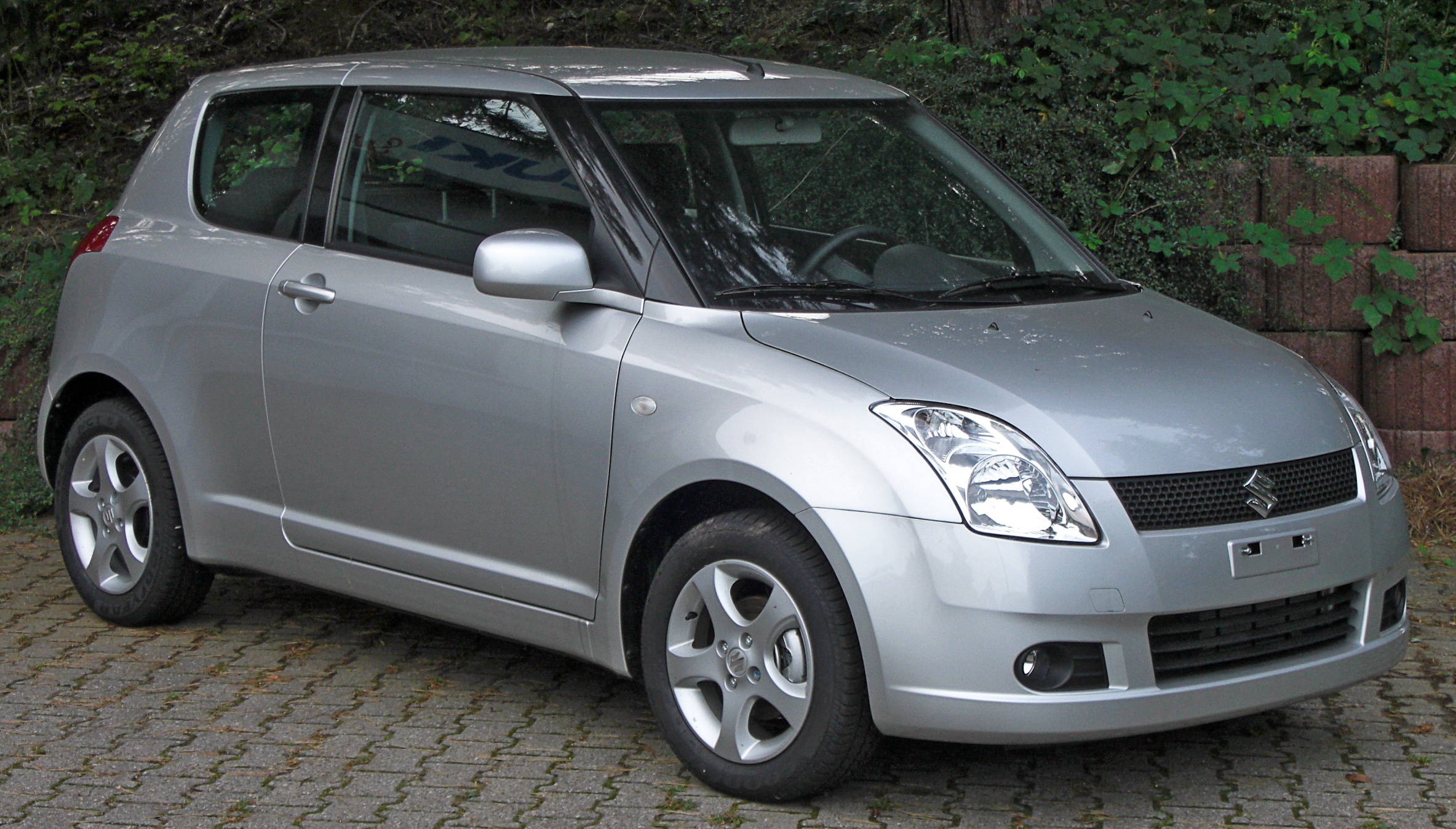
Suzuki Swift
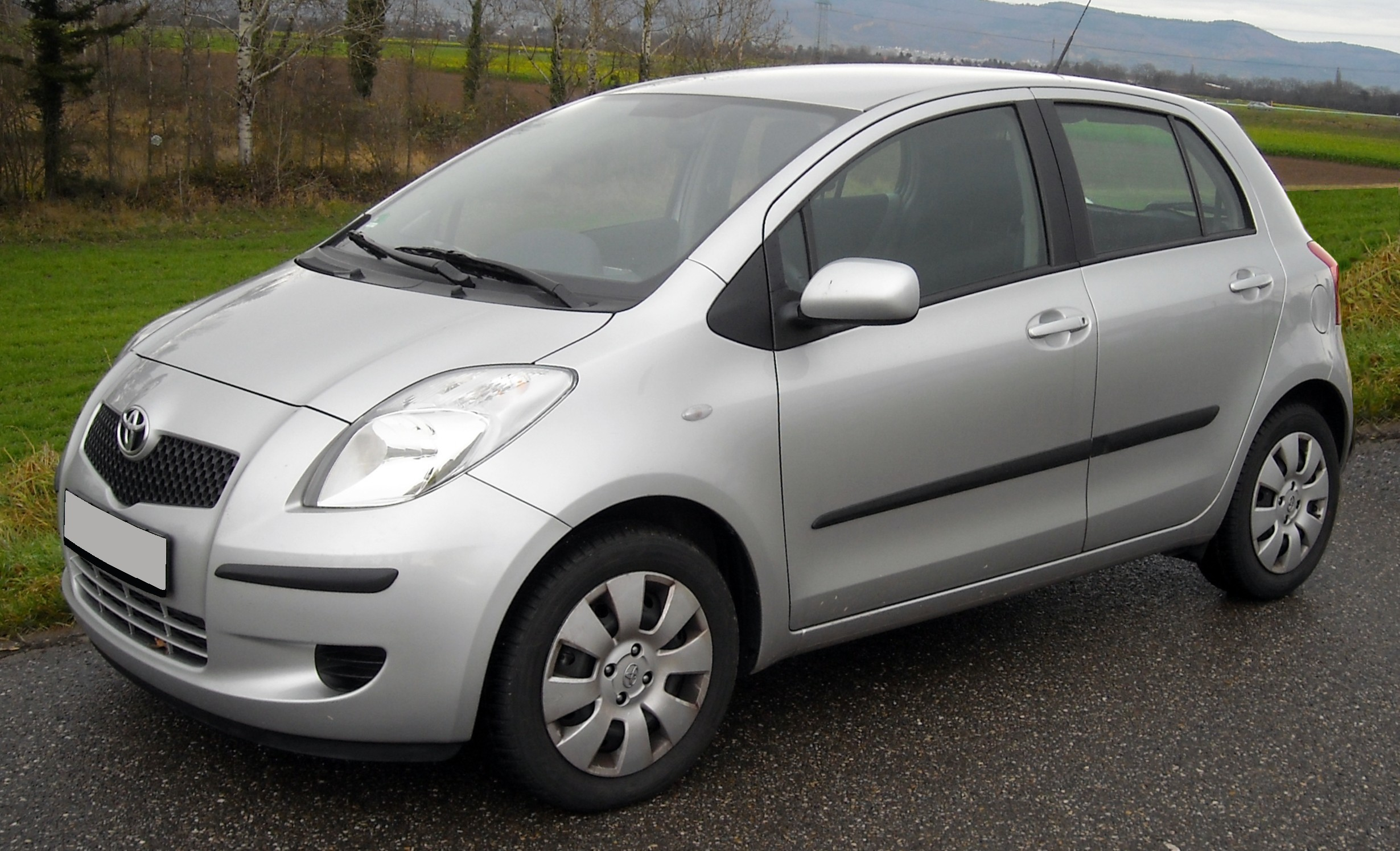
Toyota Yaris
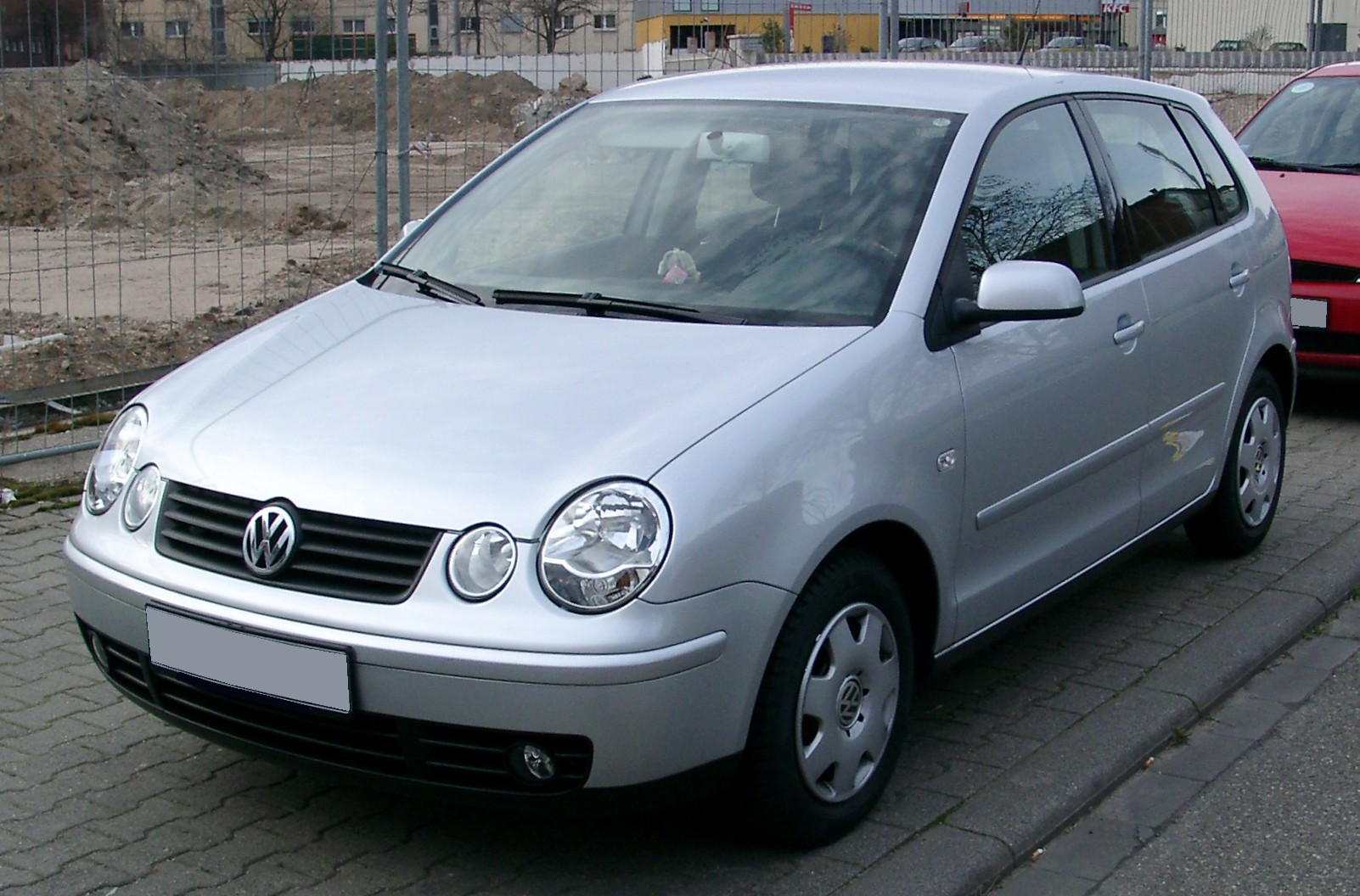
VW Polo IV